# Liste der Biografien/Im
Liste der Biografien |
Portal Biografien |
Personensuche
# |
A |
B |
C |
D |
E |
F |
G |
H |
I |
J |
K |
L |
M |
N |
O |
P |
Q |
R |
S |
T |
U |
V |
W |
X |
Y |
Z |
?
 
Ia |
Ib |
Ic |
Id |
Ie |
If |
Ig |
Ih |
Ii |
Ij |
Ik |
Il |
Im |
In |
Io |
Ip |
Iq |
Ir |
Is |
It |
Iu |
Iv |
Iw |
Ix |
Iy |
Iz
Die Liste der Biografien führt alle Personen auf, die in der deutschsprachigen Wikipedia einen Artikel haben. Dieses ist eine Teilliste mit 594 Einträgen von Personen, deren Namen mit den Buchstaben „Im“ beginnt.

## Im
- Im Hof, Adolf (1876–1952), Schweizer Politiker
- Im Hof, Johann Jakob (1815–1900), Schweizer Kaufmann, Politiker und Kunstmäzen
- Im Hof, Ulrich (1917–2001), Schweizer Historiker
- Im Hof-Piguet, Anne-Marie (1916–2010), Schweizer Fluchthelferin und Menschenrechtlerin
- Im Obersteg Geiser, Ruth (1921–2014), Schweizer Politikerin (BGB, SVP, BDP)
- Im Obersteg, Jürg (1914–1983), Schweizer Gerichtsmediziner und Kunstsammler
- Im Obersteg, Karl Johann (1849–1926), Schweizer Unternehmer und Sammler
- Im Thurn, Eberhard (1658–1728), österreichischer Lehnsherr und Vogt in Büsingen am Hochrhein
- Im Thurn, Everard (1852–1932), britischer Forscher und Entdecker
- Im Thurn-Peyer, Hans (1579–1648), Schweizer Adliger und Politiker, Bürgermeister von Schaffhausen
- Im Thurn-Stokar, Hans (1535–1611), Vogtherr, Adliger
- Im, Chae-bin (* 1991), südkoreanischer Bahnradsportler
- Im, Chang-kyoon (* 1990), südkoreanischer Fußballspieler
- Im, Dami (* 1988), australische Popsängerin
- Im, Dong-hyun (* 1986), südkoreanischer Bogenschütze
- Im, Eun-joo (* 1961), südkoreanische Marathonläuferin
- Im, Eun-ju (* 1966), südkoreanische Fußballschiedsrichterin
- Im, Eun-su (* 1996), südkoreanischer Fußballspieler
- Im, Ho, koreanischer Lehrer der Kampfart Taekgyeon
- Im, Ho-won (* 1998), südkoreanischer Rollstuhltennisspieler
- Im, Kwon-taek (* 1934), südkoreanischer Regisseur und Filmproduzent
- Im, Kyu-tae (* 1981), südkoreanischer Tennisspieler
- Im, Luitgard (1930–1997), deutsche Theater- und Filmschauspielerin
- Im, Ri-bin (* 1968), nordkoreanischer Eisschnellläufer
- Im, Sang-jo (1930–2004), südkoreanischer Radrennfahrer
- Im, Sang-soo (* 1962), südkoreanischer Filmregisseur
- Im, Seung-hwi (* 1946), nordkoreanischer Fußballspieler
- Im, Su-hyang (* 1990), südkoreanische Schauspielerin
- Im, Sunhae (* 1976), südkoreanische Opern- und Konzertsängerin (Lyrischer Koloratursopran)
- Im, Wan-seob (* 1971), südkoreanisch-argentinischer Fußballspieler und Fußballtrainer

### Ima
- Imaani (* 1972), britische Sängerin
- Imabeppu, Kaori (* 1986), japanische Badmintonspielerin
- Imabeppu, Yasuyo (* 1984), japanische Badmintonspielerin
- Imad († 1076), Bischof von Paderborn
- Imad ad-Din al-Isfahani (1125–1201), muslimischer Historiker des Hochmittelalters
- Imad ul-Mulk, Wesir des indischen Mogulreiches
- Imada, Masaru (1932–2025), japanischer Jazzmusiker
- Imada, Ryūji (* 1976), japanischer Berufsgolfer
- Imada, Tsukanu (1850–1889), japanischer Mediziner, Wegbereiter der westlichen Anatomie
- Imade, Edna (* 2000), nigerianische Fußballspielerin
- Imadiyi, Felix (* 1958), nigerianischer Sprinter
- Imafidon, Anne-Marie (* 1990), britisch-nigerianische Informatikerin und Sozialunternehmerin
- Imagawa, Motoki (* 1980), japanischer Fußballspieler
- Imagawa, Sadayo (1326–1420), japanischer Kriegsadeliger und Schriftsteller
- Imagawa, Ujizane (1538–1615), japanischer General der Sengoku-Zeit
- Imagawa, Yoshimoto (1519–1560), japanischer Daimyō
- Imagina von Isenburg-Limburg, Gräfin von Nassau, römisch-deutsche Königin
- Imahara, Grant (1970–2020), US-amerikanischer Schauspieler und ModellbauerGrant Imahara (1970–2020)

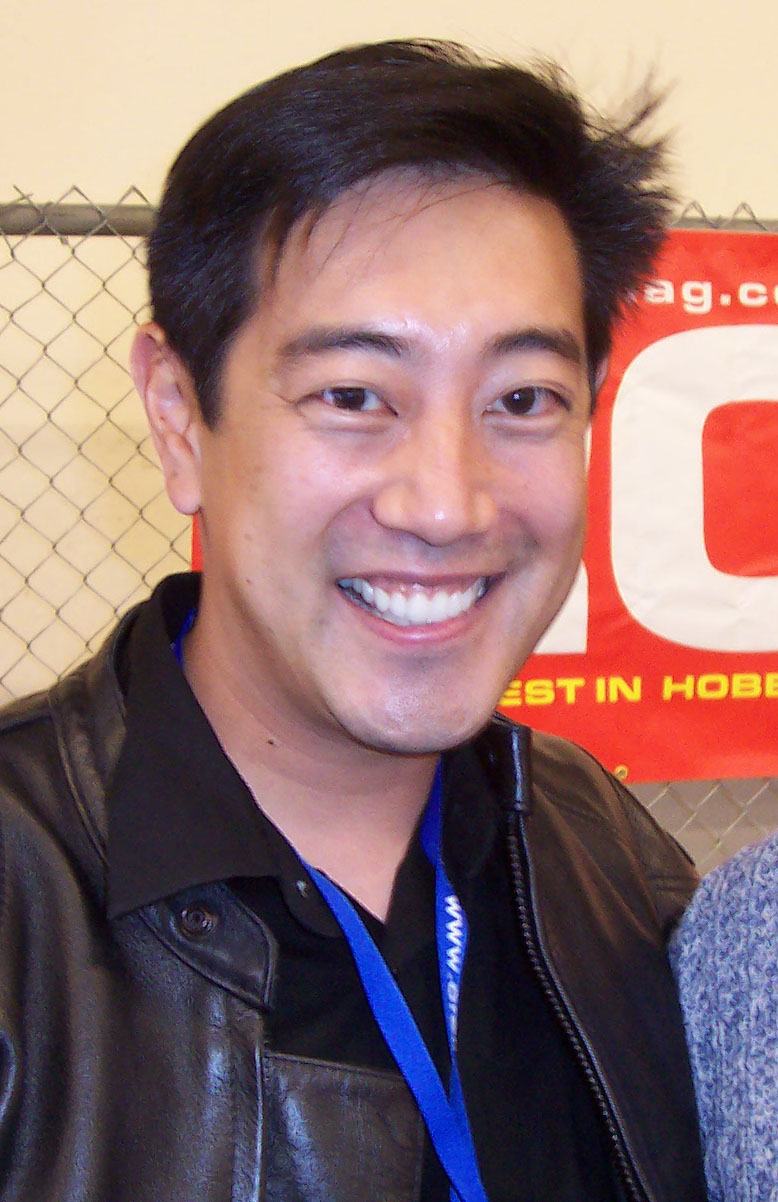
Grant Imahara (1970–2020)

- Imai Messina, Laura (* 1981), italienische Schriftstellerin
- Imai, Akihiro (* 1970), japanischer Badmintonspieler
- Imai, Daigo (* 1984), japanischer Fußballspieler
- Imai, Hiroyuki (* 1970), japanischer Skilangläufer
- Imai, Isao (1914–2004), japanischer Physiker
- Imai, Keizō (* 1950), japanischer Fußballspieler
- Imai, Kenji (1895–1987), japanischer Architekt und Hochschullehrer
- Imai, Kiyoshi (1882–1938), japanischer Generalleutnant und stellvertretender Generalstabschef
- Imai, Kurumi (* 1999), japanische Snowboarderin
- Imai, Masataka (* 1959), japanischer Fußballspieler
- Imai, Masayuki (1930–2023), japanischer Kunsthandwerker
- Imai, Melo (* 1987), japanische Snowboarderin und Tarento
- Imai, Miki (* 1963), japanische J-Pop-Sängerin und Schauspielerin
- Imai, Nobuko (* 1943), japanische Bratschistin
- Imai, Norio (* 1946), japanischer Künstler
- Imai, Norio (* 1972), japanischer Badmintonspieler und -trainer
- Imai, Saori (* 1990), japanische Sprinterin
- Imai, Shigemitsu (* 1950), japanischer Badmintonspieler
- Imai, Shōta (* 1984), japanischer Fußballspieler
- Imai, Sōkyū (1520–1593), japanischer Teemeister
- Imai, Tadashi (1912–1991), japanischer Filmregisseur
- Imai, Tomoki (* 1990), japanischer Fußballspieler
- Imai, Toshiaki (* 1954), japanischer Fußballspieler
- Imai, Yūsuke (* 1977), japanischer Eisschnellläufer und Shorttracker
- Imaishi, Hiroyuki (* 1971), japanischer Anime-RegisseurHiroyuki Imaishi (* 1971)

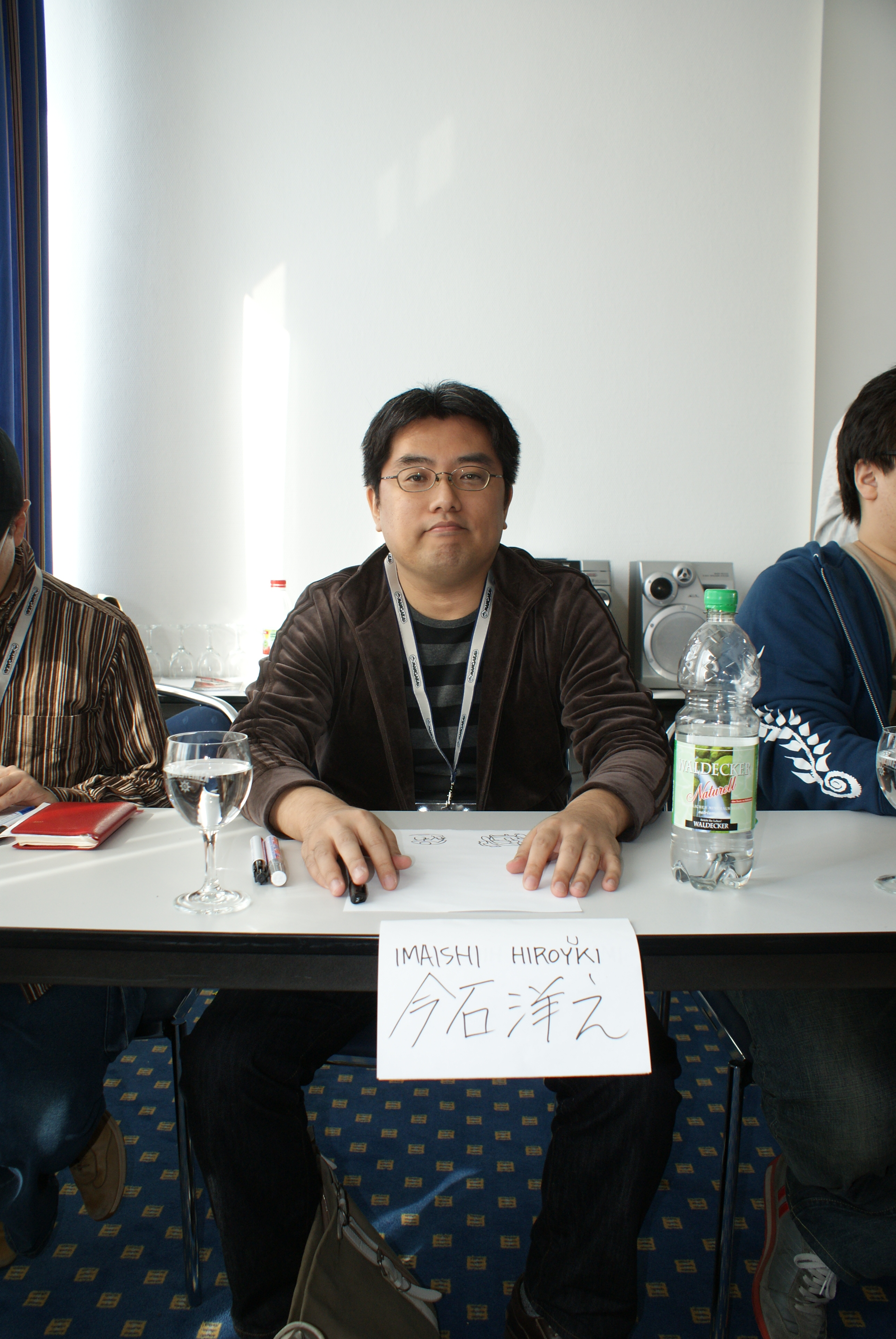
Hiroyuki Imaishi (* 1971)

- Imaizumi, Kenki (* 2001), japanischer Sprinter
- Imajō, Kazutomo (* 1987), japanischer Eishockeyspieler
- Imakake, Kōki (* 1999), japanischer Fußballspieler
- Imakita, Kōsen (1816–1892), japanischer Mönch der Rinzai-Schule des Zen-Buddhismus
- Imakura, Hideyuki (* 1972), japanischer Fußballspieler
- Imali, Maximila (* 1996), kenianische Sprinterin
- Imalwa, Martha (* 1960), namibische Juristin
- Imam Bakhash, Mohamed (* 1977), bahrainischer Weitspringer
- Imam Schamil († 1871), Führer der muslimischen Bergvölker Dagestans und Tschetscheniens
- Imam, Adel, ägyptischer Schauspieler
- Imam, Silvana (* 1986), schwedische Rapperin
- Imami, Arben (* 1958), albanischer Politiker
- İmamoğlu, Ataç (* 1964), türkisch-US-amerikanischer Physiker
- İmamoğlu, Dilek (* 1974), türkische Politikerin
- İmamoğlu, Ekrem (* 1970), türkischer Politiker der Republikanischen Volkspartei (CHP)Ekrem İmamoğlu (* 1970)

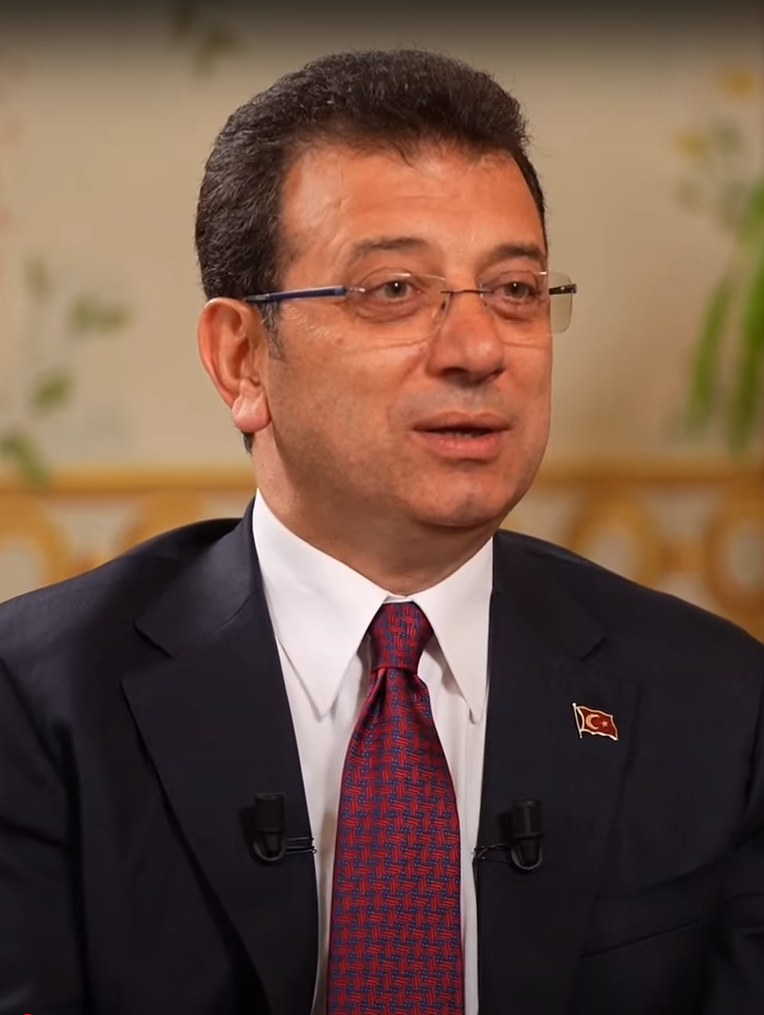
Ekrem İmamoğlu (* 1970)

- Imamoglu, Mahmud Selim (* 1991), österreichisch-türkischer Fußballspieler
- Imamović, Zaim (1920–1994), bosnischer Sänger
- Imamura, Akitsune (1870–1948), japanischer Seismologe
- Imamura, Arao (1887–1967), japanischer Mediziner
- Imamura, Eisei (1671–1736), japanischer Dolmetscher der niederländischen Handelsstation Dejima
- Imamura, Hiroji (* 1949), japanischer Fußballspieler
- Imamura, Hisashi (* 1965), japanischer Ichthyologe
- Imamura, Hitoshi (1886–1968), General der Kaiserlich Japanischen ArmeeImamura Hitoshi (1886–1968)

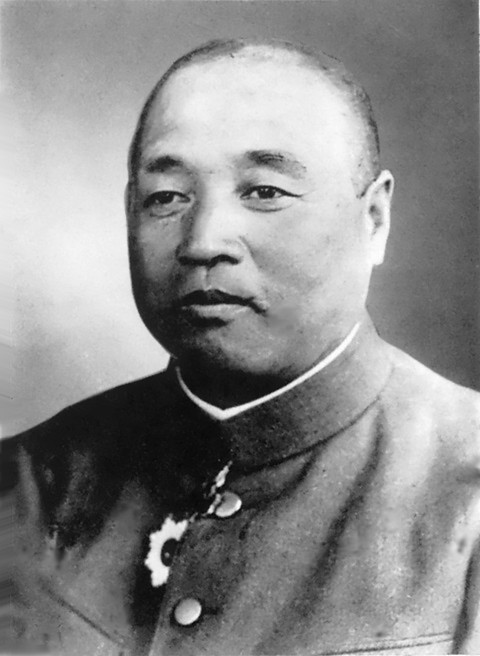
Imamura Hitoshi (1886–1968)

- Imamura, Ildiko (* 1963), ungarische Tischtennisspielerin
- Imamura, Kaoru, japanische Badmintonspielerin
- Imamura, Masamichi (* 1998), japanischer Tennisspieler
- Imamura, Ryōichi (* 2000), japanischer Fußballspieler
- Imamura, Saki (* 2002), japanische Tennisspielerin
- Imamura, Shikō (1880–1916), japanischer Maler
- Imamura, Shōhei (1926–2006), japanischer Regisseur
- Imamura, Shunsuke (* 1998), japanischer Radrennfahrer
- Imamura, Toshiaki (* 1962), japanischer Eisschnellläufer
- Imamura, Tsutomu (* 1943), japanischer Szenenbildner
- Imamura, Yasunori (* 1953), japanischer Lautenist
- Imamura, Yūji, japanischer Jazzmusiker
- Imamura, Yūki (* 1976), japanischer Fußballspieler
- Imamura, Yuko (* 1995), deutsche Tischtennisspielerin
- Imamura, Yūsuke (* 1997), japanischer Fußballspieler
- Imamura, Yūsuke (* 1999), japanischer Fußballspieler
- Imamverdiyev, Javid (* 1990), aserbaidschanischer Fußballspieler
- Iman al-Shanti († 2024), palästinensische Journalistin und Moderatorin
- Iman bint Abdallah (* 1996), jordanische Prinzessin
- Iman, Chanel (* 1990), US-amerikanisches ModelChanel Iman (* 1990)

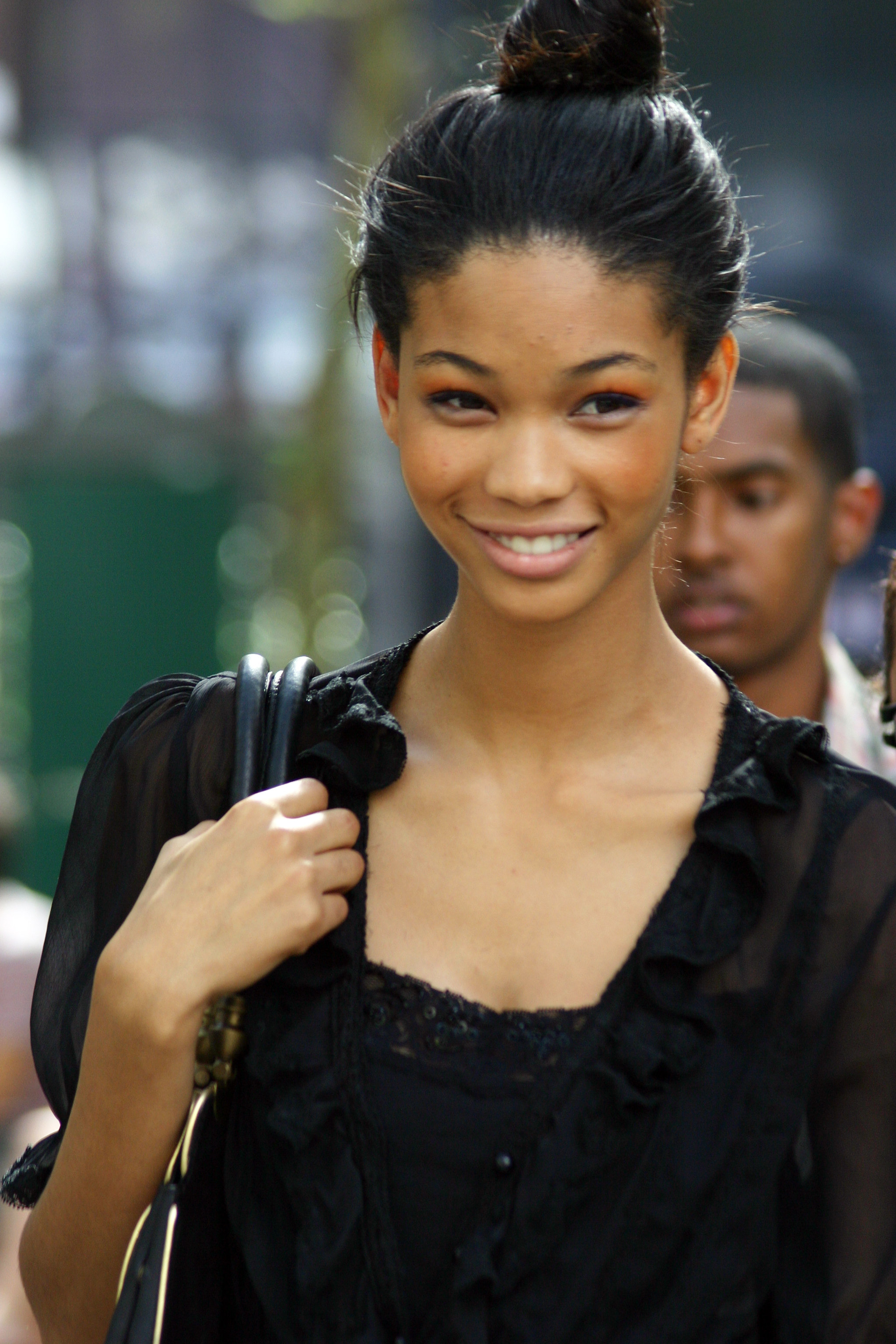
Chanel Iman (* 1990)

- Imanaga, Shōta (* 1993), japanischer Baseballspieler
- Imanaka, Kumiko (* 1939), japanische Künstlerin
- Imanaka, Yukio (* 1949), japanischer Sänger christlicher Musik (Bariton)
- Imanalijew, Muratbek (* 1956), kirgisischer Politiker
- Imanalijew, Mursabek Imanalijewitsch (1931–2017), kirgisisch-sowjetischer Mathematiker und Hochschullehrer
- Imanbek (* 2000), kasachischer DJ und Musikproduzent
- Imandt, Julius Wilhelm (1846–1915), deutscher Theologe
- Imandt, Peter (1823–1897), deutscher Revolutionär
- Imani, Blair (* 1993), US-amerikanische Autorin, Historikerin und Pädagogin
- Imanishi, Kazuo (* 1941), japanischer Fußballspieler, -trainer und -funktionär
- Imanishi, Kinji (1902–1992), japanischer Ökologe, Entomologe und Anthropologe
- Imanishi, Miharu (* 1992), japanische Tennisspielerin
- Imankodschojewa, Erkingül (* 1966), kirgisische Umweltaktivistin und Politikerin
- Imano, Miho (* 1990), japanische Stabhochspringerin
- Imanov, Elmar (* 1985), aserbaidschanischer Schauspieler, Drehbuchautor und Regisseur
- İmanov, Lütfiyar (1928–2008), aserbaidschanisch-sowjetischer Opernsänger, Musikpädagoge und Volkskünstler der UdSSR
- Imanow, Amangeldy (1873–1919), kasachisch-russischer Revolutionär
- Imanqulow, Ruslan (* 1972), kasachischer Fußballspieler
- Imanu, niederländisch-surinamesischer DJ, Produzent und Musiker
- Imanuel, Siegmund (1790–1847), deutscher Gymnasiallehrer
- Imany (* 1979), franco-komorische SoulsängerinImany (* 1979)

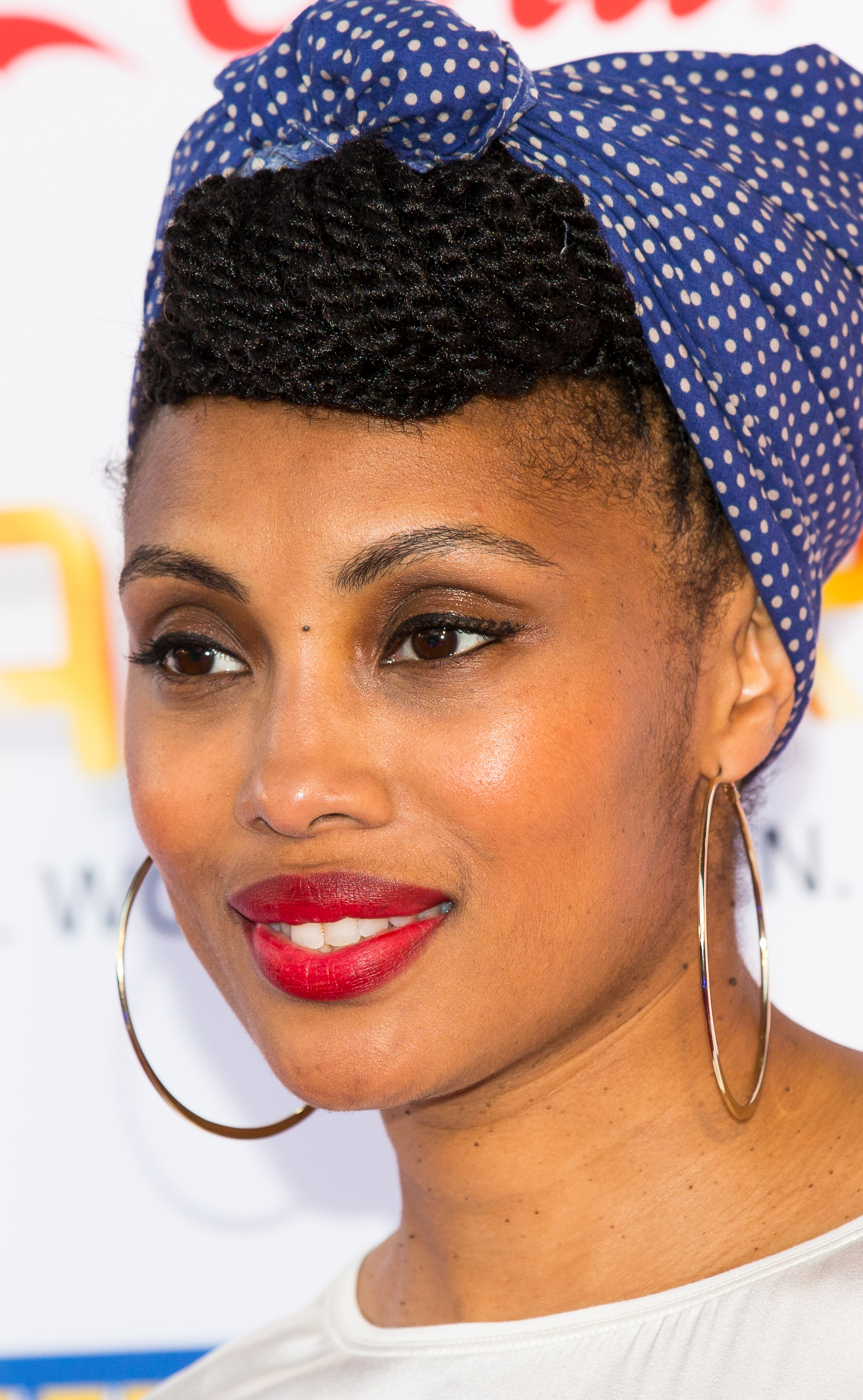
Imany (* 1979)

- Imao, Keinen (1845–1924), japanischer Maler
- Imar von Tusculum († 1161), französischer Benediktiner und Kardinal
- Imara, Mtafiti, US-amerikanischer Saxophonist, Komponist und Musikpädagoge
- ʿImāra, Muhammad (1931–2020), ägyptisch-islamischer Denker, Autor und Herausgeber
- Imark, Christian (* 1982), Schweizer Politiker (SVP)Christian Imark (* 1982)

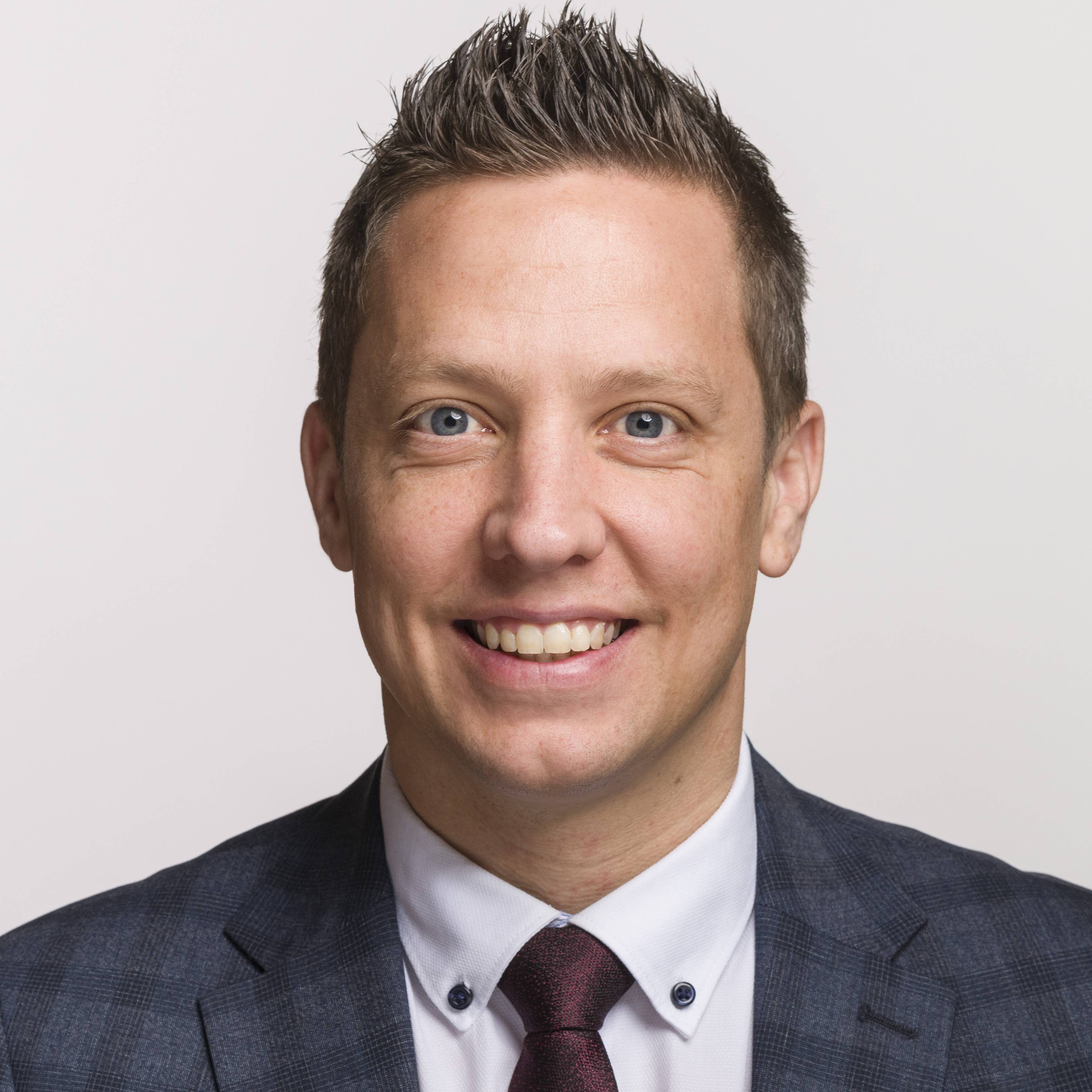
Christian Imark (* 1982)

- Imaschew, Berik (* 1960), kasachischer Politiker
- Imase, Jun’ya (* 1993), japanischer Fußballspieler
- Imastasser, Jowhannes († 1129), armenischer Gelehrter
- Imasuen, Joel (* 2004), US-amerikanisch-nigerianischer Fußballspieler
- Imasuen, Nelson (* 1997), deutscher American-Football-Spieler
- Imathiu, Lawi (* 1932), kenianischer Bischof der Evangelisch-methodistischen Kirche
- Imaya, Naoki (* 1980), japanisch-australischer Fußballspieler
- Imaz, Josu Jon (* 1963), spanischer Politiker und Manager
- Imazeki, Keishi (1893–1946), japanischer Maler im Yōga-Stil
- Imazeki, Kōhei (* 1994), japanischer Fußballspieler
- Imazeki, Yūta (* 1987), japanischer Hürdenläufer
- Imazu, Eddie (1897–1979), US-amerikanischer Szenenbildner und Art Director japanischer Abstammung
- Imazu, Yūta (* 1995), japanischer Fußballspieler

### Imb
- Imbach, Josef (1894–1964), Schweizer Sprinter
- Imbach, Josef (* 1945), Schweizer Theologe und Franziskaner
- Imbach, Ruedi (* 1946), Schweizer Philosophiehistoriker
- Imbach, Samuel (* 1989), Schweizer Fußballspieler
- Imbach, Thomas (* 1962), Schweizer FilmemacherThomas Imbach (* 1962)

Thomas Imbach (* 1962)

- Imbali, Faustino (* 1956), guinea-bissauischer Politiker, Premierminister von Guinea-Bissau
- Imbamba, José Manuel (* 1965), römisch-katholischer Erzbischof von Saurimo in Angola
- Imbeau-Dulac, François (* 1990), kanadischer Wasserspringer
- Imbens, Guido (* 1963), niederländisch-amerikanischer Wirtschaftswissenschaftler und Hochschullehrer
- Imber, Jonathan B. (* 1952), US-amerikanischer Soziologe
- Imber, Mike (1940–2011), neuseeländischer Ornithologe
- Imber, Naphtali Herz (1856–1909), österreichisch-US-Amerikanischer Dichter
- Imber, Siro (* 1982), Schweizer Politiker (FDP)
- Ímber, Sofía (1924–2017), venezolanische Journalistin, Philanthropin und Kulturförderin
- Imber-Black, Evan (* 1944), US-amerikanische Psychiaterin, Psychotherapeutin und Familientherapeutin
- Imberg, Paul (1877–1962), deutscher Architekt
- Imberi, Christian (* 1982), deutscher Basketballspieler
- Imbernon, Nicolas (1929–1992), französischer Fußballspieler
- Imbernon, Ricard (* 1975), andorranischer Fußballspieler
- Imbert Barrera, Antonio (1920–2016), dominikanischer Zwei-Sterne-General (Generalmajor), Politiker und Nationalheld der Dominikanischen Republik
- Imbert de Saint-Amand, Arthur-Léon-Georges (1834–1900), französischer Diplomat, Historiker und Schriftsteller
- Imbert, Barthélemy (1747–1790), französischer Journalist und Schriftsteller
- Imbert, Charles (* 1952), französischer Ruderer
- Imbert, Claude (* 1933), französische Philosophin und Logikerin
- Imbert, Diego (* 1966), französischer Jazzmusiker (Bass)
- Imbert, Esther (* 1570), Mätresse des französischen Königs Heinrich IV.
- Imbert, Georg (1884–1950), deutsch-französischer Erfinder
- Imbert, Jacques (1929–2019), französischer Mafioso
- Imbert, Jean-Paul (* 1942), französischer Organist
- Imbert, Laurent (1796–1839), französischer römisch-katholischer Missionar und Bischof
- Imbert, Louis (1879–1945), französischer Turner
- Imbert, Magali (* 1958), französische Blockflötistin, Perkussionistin und Psalterspielerin
- Imbert, Patrick (* 1977), französischer Animator, Filmregisseur und Drehbuchautor
- Imbert, Peter, Baron Imbert (1933–2017), britischer Politiker und Polizist
- Imbert, Raphaël (* 1974), französischer Jazzmusiker (Saxophone, Klarinetten, Komposition) und Musikwissenschaftler
- Imberti, Francesco (1882–1967), italienischer Geistlicher, Bischof des Bistums Aosta; Erzbischof des Erzbistums Vercelli
- Imboden, Adolf (1864–1935), Schweizer Politiker, Adovakt, Notar und Richter
- Imboden, Blanca (* 1962), Schweizer Buchautorin
- Imboden, Carlo (* 1950), Schweizer Medienforscher
- Imboden, Christoph (* 1946), britisch-schweizerischer Ornithologe, Ökologe und Naturschützer
- Imboden, Dieter (* 1943), Schweizer Umweltphysiker und Wissenschaftsmanager
- Imboden, Heinz (* 1962), Schweizer Radrennfahrer
- Imboden, Jasmine (* 1990), Schweizer Schauspielerin und Fussballerin
- Imboden, Josef (1840–1925), Schweizer Politiker, Bergsteiger- und Bergführerpionier
- Imboden, Markus (* 1955), Schweizer Regisseur und DrehbuchautorMarkus Imboden (* 1955)

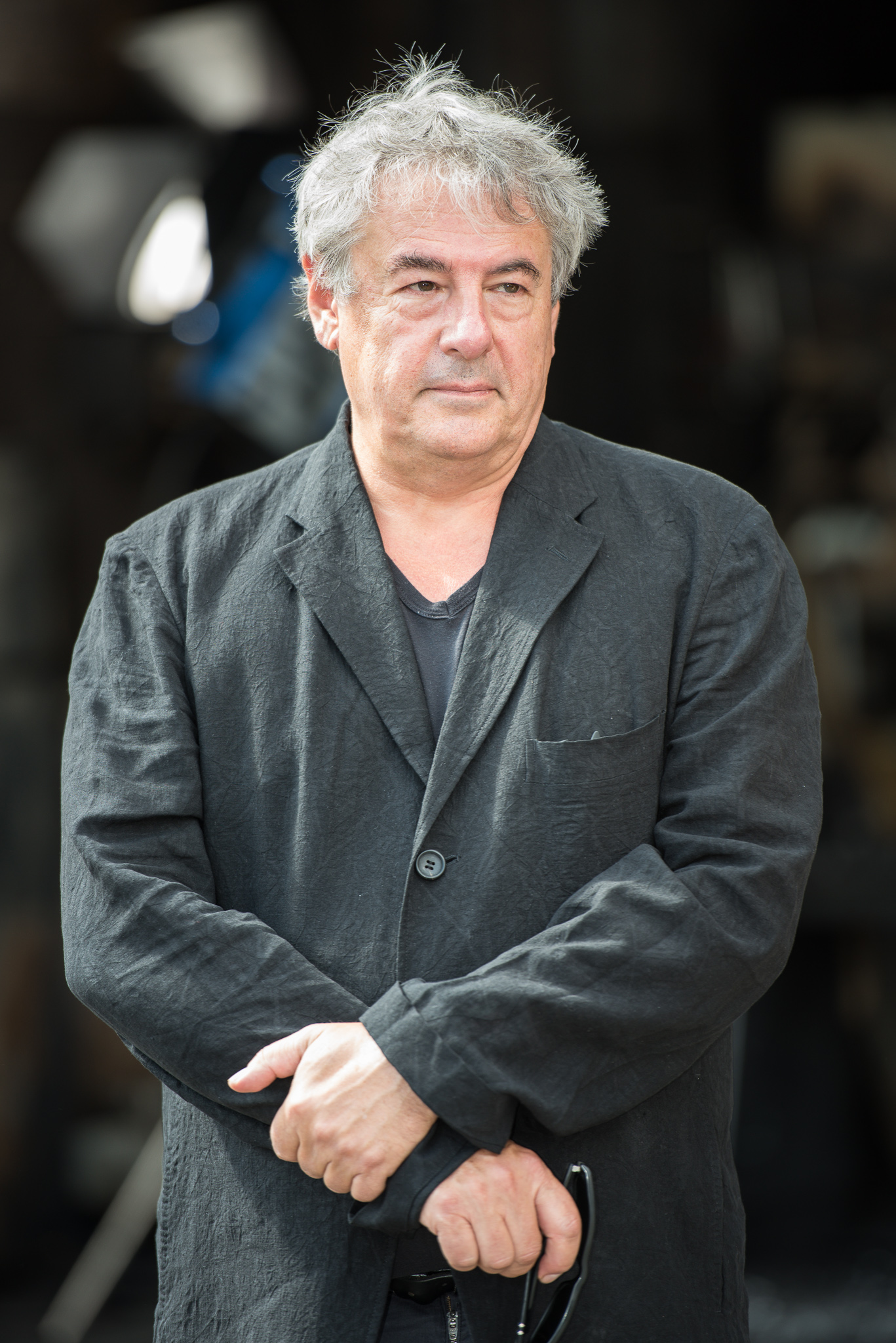
Markus Imboden (* 1955)

- Imboden, Martin (1893–1935), Schweizer Fotograf
- Imboden, Max (1915–1969), Schweizer Jurist
- Imboden, Melchior (* 1956), Schweizer Plakatgestalter und Fotograf
- Imboden, Nadine (* 1966), Schweizer Choreografin, Regisseurin und Künstlerische Leiterin
- Imboden, Natalie (* 1970), Schweizer Politikerin (Grüne)
- Imboden, Race (* 1993), US-amerikanischer Florettfechter
- Imboden, Regula (* 1966), Schweizer Schauspielerin
- Imboden, Ulrich (1911–1988), Schweizer Unternehmer, Politiker, Bergsteiger und Bergführer
- Imboden, Urs (* 1975), Schweizer und moldauischer Skirennfahrer
- Imboden-Kaiser, Frida (1877–1962), Schweizer Ärztin
- Imbonati, Carlo Giuseppe, italienischer Zisterziensermönch, Abt und Gelehrter
- Imbonati, Giuseppe Maria (1688–1768), italienischer Lyriker und Satiriker
- Imbongo, Dimitry (* 1990), französisch-kongolesischer Fußballspieler
- Imbot, René (1925–2007), französischer Geheimdienstfunktionär
- Imbrasas, Audronis (* 1964), litauischer Tanzkritiker, Kulturmanager und Kulturpolitiker, Vize-Kulturminister
- Imbrasas, Juozas (* 1941), litauischer Politiker und Bürgermeister von Vilnius, MdEP
- Imbrasienė, Gražina (* 1950), litauische Politikerin, Mitglied des Seimas und Juristin
- Imbriani, Raffaella (* 1973), deutsche Judoka
- Imbriani, Vittorio (1840–1886), italienischer Autor, Romanist und Italianist
- Imbrie, Andrew (1921–2007), US-amerikanischer Komponist
- Imbrie, John (1925–2016), US-amerikanischer Geologe und Hochschullehrer
- Imbroda, Javier (1961–2022), spanischer Basketballtrainer und Politiker
- Imbroda, Juan José (* 1944), spanischer Politiker (PP)
- Imbrogno, Marina (* 1980), argentinische Handballspielerin
- Imbrohoris, Jean-Pierre (1943–1993), französischer Journalist, Radioproduzent und Autor
- Imbroich, Thomas von († 1558), deutscher Führer der rheinländischen Mennoniten
- Imbruglia, Laura (* 1983), australische Folk-Rock-Sängerin und Gitarristin
- Imbruglia, Natalie (* 1975), australisch-britische Sängerin und SchauspielerinNatalie Imbruglia (* 1975)

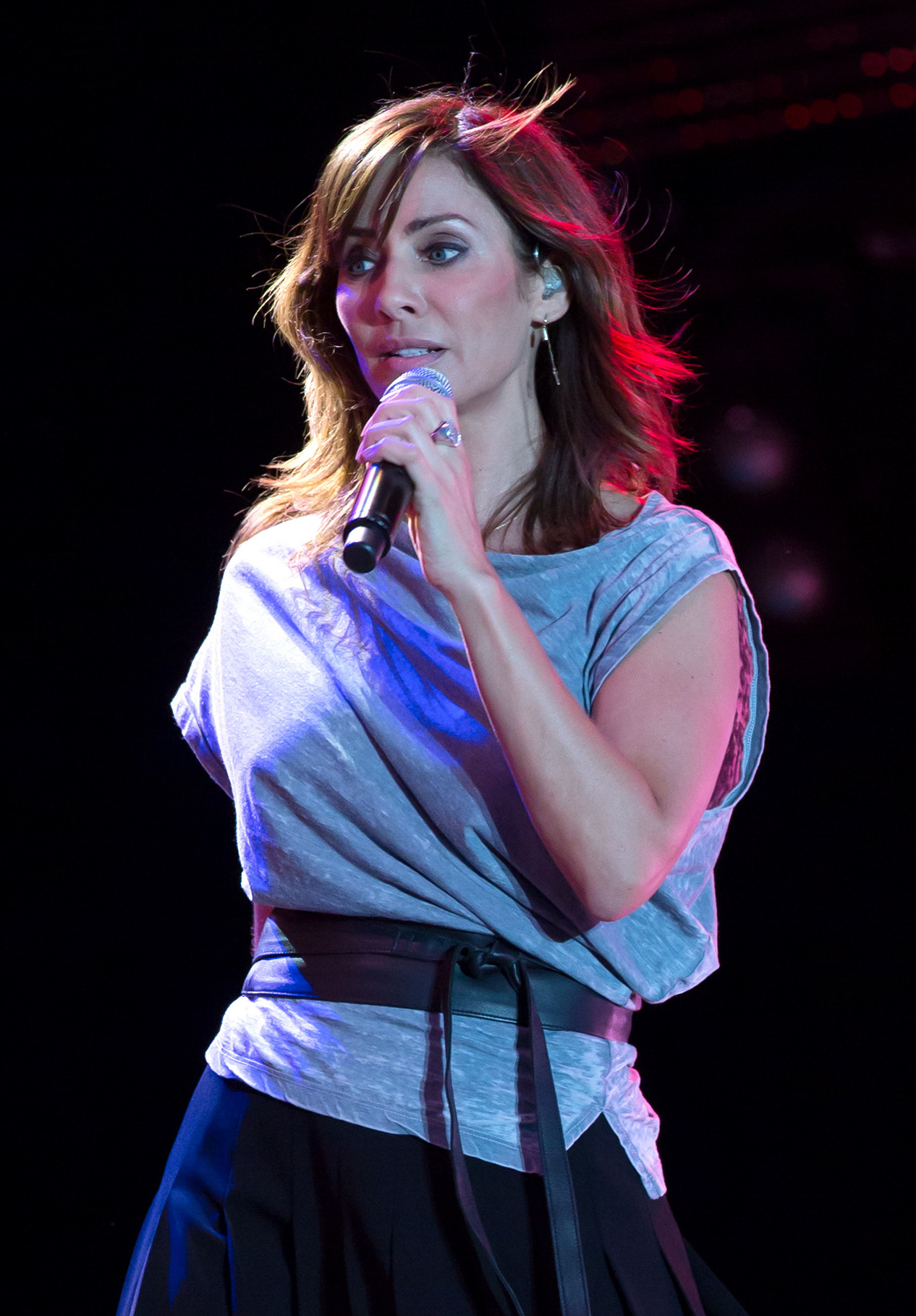
Natalie Imbruglia (* 1975)

- Imbs, Eugen (1878–1955), deutscher Politiker
- Imbs, Paul (1908–1987), französischer Romanist, Sprachwissenschaftler und Lexikograf
- Imbs, Yannick (* 1985), französischer Fußballspieler
- Imbsweiler, Gerd (1941–2013), deutscher Schauspieler, Regisseur und Autor
- Imbsweiler, Marcus (* 1967), deutscher Schriftsteller und Musikredakteur
- Imbt, Richard (1900–1987), deutscher Politiker (NSDAP)
- Imbu, altägyptischer Bildhauer
- Imbula, Giannelli (* 1992), französischer Fußballspieler
- Imbusch, Heinrich (1878–1945), deutscher Gewerkschaftsführer und Politiker (Zentrum), MdR
- Imbusch, Hermann (1877–1914), deutscher Gewerkschaftsfunktionär und Politiker (Zentrum)
- Imbusch, Peter (* 1960), deutscher Soziologe
- Imbusch, Thomas (* 1987), deutscher Koch

### Imd
- Imdahl, Christiane (* 1985), deutsche Moderatorin, Sängerin, Filmschauspielerin und Synchronsprecherin
- Imdahl, Georg (* 1961), deutscher Kunstkritiker, Hochschullehrer an der Kunstakademie Münster und Autor
- Imdahl, Heinz (1924–2012), deutscher Opernsänger (Bariton)
- Imdahl, Johannes (* 1967), deutscher Kameramann
- Imdahl, Max (1925–1988), deutscher Kunsthistoriker
- Imdahl, Thomas (* 1970), deutscher Eishockeyspieler

### Ime
- Imecs, Attila (* 1991), rumänischer Eishockeyspieler
- Imeh, Benjamin (* 1982), nigerianischer Fußballspieler
- Imelmann, Hans (1897–1917), deutscher Jagdflieger im Ersten Weltkrieg
- Imelmann, Rudolf (1879–1945), deutscher Anglist und Hochschullehrer
- Imelmann, Sophie (* 1996), deutsche Schauspielerin
- Imendörffer, Benno (1867–1945), österreichischer Schriftsteller und Lehrer
- Imenitoff, Nathan (1884–1965), französischer Bildhauer und Maler
- Imenrachau, altägyptischer Goldschmied
- Imer von Ramstein († 1395), Bischof von Basel
- Imer, Édouard (1820–1881), französischer Maler
- Imer, Florian (1898–1981), Schweizer Jurist und Historiker
- Imer, Lisbeth (* 1973), dänische Runologin und Archäologin
- Imer, Yunus Roy (* 1987), Schweizer Kameramann
- Imeretinski, Alexander Artschilowitsch (1674–1711), georgischer Fürst des Königreichs Imeretien
- Imeretinski, Alexander Konstantinowitsch (1837–1900), russischer Fürst und General
- Imeri, Butrint (* 1996), kosovarischer Sänger
- Imeri, Enis (* 1983), kosovarisch-deutscher Karateka
- Imeri, Kastriot (* 2000), Schweizer Fussballspieler
- Imeri, Omar (* 1999), albanischer Fußballspieler
- Imermanis, Anatols (1914–1998), lettischer Schriftsteller und Maler
- Imerslund, Ragnhild (* 1971), norwegische Diplomatin
- Imes, Elmer (1883–1941), US-amerikanischer Physiker
- Imesch, Joseph Leopold (1931–2015), US-amerikanischer Geistlicher, Bischof von Joliet in Illinois
- Imesch, Ludwig (1913–1996), Schweizer Lehrer, Redakteur und Schriftsteller
- Imeta, Samwel (* 1998), kenianischer Sprinter
- Imeyer, Friedrich (1893–1965), Gymnasiallehrer und Geologe

### Imf
- Imfeld, Adriano (* 1954), Schweizer Unternehmer und Politiker (CVP)
- Imfeld, Al (1935–2017), Schweizer Journalist und Schriftsteller
- Imfeld, Hans (1902–1947), französischer Kolonialoffizier schweizerischer Herkunft
- Imfeld, Hugo (1916–1993), Schweizer Bildhauer, Grafiker und Zeichner
- Imfeld, Just Ignaz (1691–1765), Obwaldner Landammann
- Imfeld, Karl (1902–1988), Schweizer Maler
- Imfeld, Karl (1931–2020), Schweizer römisch-katholischer Pfarrer, Mundartforscher, Volkskundler, Schriftsteller und Hörspielautor
- Imfeld, Karl (* 1953), Schweizer Bildhauer
- Imfeld, Nikolaus II. (1694–1773), 45. Abt der Benediktinerabtei Einsiedeln (1734–1773)
- Imfeld, Xaver (1853–1909), Schweizer Topograf und Kartograf

### Img
- Imgart, Dagmar (1896–1980), schwedisch-deutsche Agentin der Gestapo
- Imgart, Rüdiger (* 1956), deutscher Rechtsanwalt und Politiker (AfD)
- Imgrund, Bernd (* 1964), deutscher Schriftsteller
- Imgrüth, Roman (* 1982), Schweizer Basketballspieler

### Imh
- Imhangbe, Martins (* 1991), britisch-nigerianischer SchauspielerMartins Imhangbe (* 1991)

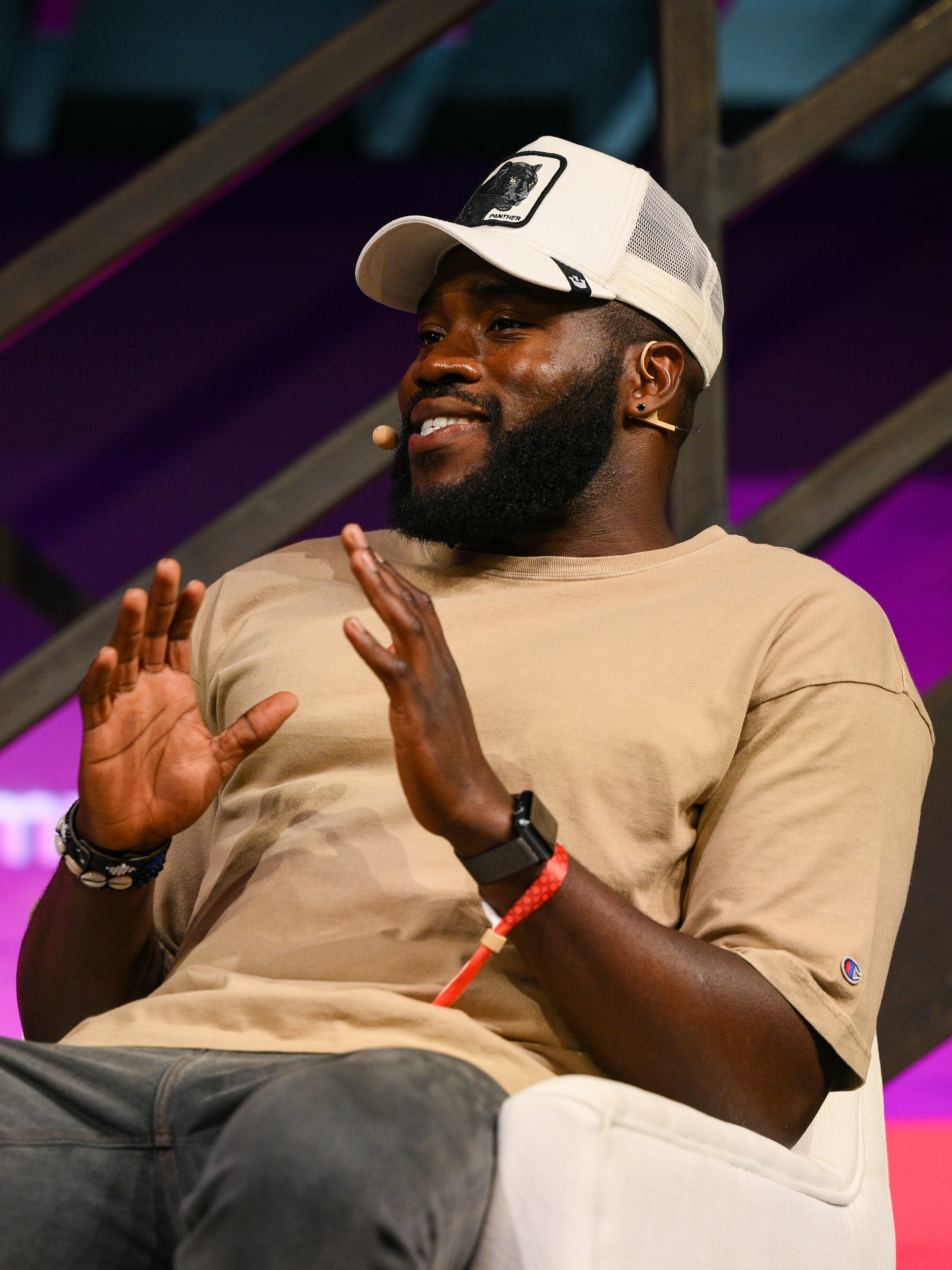
Martins Imhangbe (* 1991)

- Imhasly, Bernard (* 1946), Schweizer Linguist, Diplomat, Journalist und Publizist
- Imhasly, Pierre (1939–2017), Schweizer Schriftsteller und Poet
- Imhausen, Arthur (1885–1951), deutscher Chemiker, Unternehmer und Erfinder
- Imhäuser, Günter (1912–1996), deutscher Orthopäde und Hochschullehrer
- Imhilde, erste Äbtissin des Kanonissenstifts Ringelheim
- Imhof, Agnes (* 1973), deutsche Islamwissenschaftlerin, Religionswissenschaftlerin, Philosophin und Arabistin
- Imhof, Anne (* 1978), deutsche Performance- und Multimediakünstlerin
- Imhof, Arnold (* 1950), Schweizer Maler und Grafiker
- Imhof, Arthur E. (* 1939), Schweizer Historiker und Demograf
- Imhof, Barbara (* 1952), deutsche Politikerin (SPD), MdB
- Imhof, Claudio (* 1990), Schweizer Radrennfahrer
- Imhof, Daniel (* 1977), kanadischer Fußballspieler
- Imhof, Dominic (* 1982), kanadischer Fußballspieler
- Imhof, Eduard (1895–1986), Schweizer KartografEduard Imhof (1895–1986)

Eduard Imhof (1895–1986)

- Imhof, Eva (* 1978), deutsche Fernsehjournalistin und -moderatorin
- Imhof, Günter (1934–2010), deutscher Fußballspieler
- Imhof, Heinrich Max († 1869), Schweizer Bildhauer
- Imhof, Hermann (* 1953), bayerischer Politiker (CSU), MdL
- Imhof, Karl (* 1940), deutscher Grafiker
- Imhof, Kurt (1956–2015), Schweizer Soziologe und Publizistikwissenschafter
- Imhof, Margarete (* 1958), deutsche Pädagogische Psychologin und Professorin
- Imhof, Martin (* 1965), österreichischer Arzt und klinischer Wissenschaftler
- Imhof, Matthias (* 1968), deutscher Fußballspieler
- Imhof, Max (* 1883), deutscher Landrat
- Imhof, Max (1928–2017), Schweizer Lehrer und Klassischer Philologe
- Imhof, Maximus von (1758–1817), deutscher Naturforscher
- Imhof, Michael (* 1964), deutscher Kunsthistoriker und Verleger
- Imhof, Michael (* 1973), deutscher Hörfunk- und Fernsehmoderator
- Imhof, Nico (* 1978), deutscher Journalist und Buchautor
- Imhof, Patrick (* 1971), deutsch-schweizerischer Schauspieler und Musicaldarsteller
- Imhof, Peter (* 1973), deutscher ModeratorPeter Imhof (* 1973)

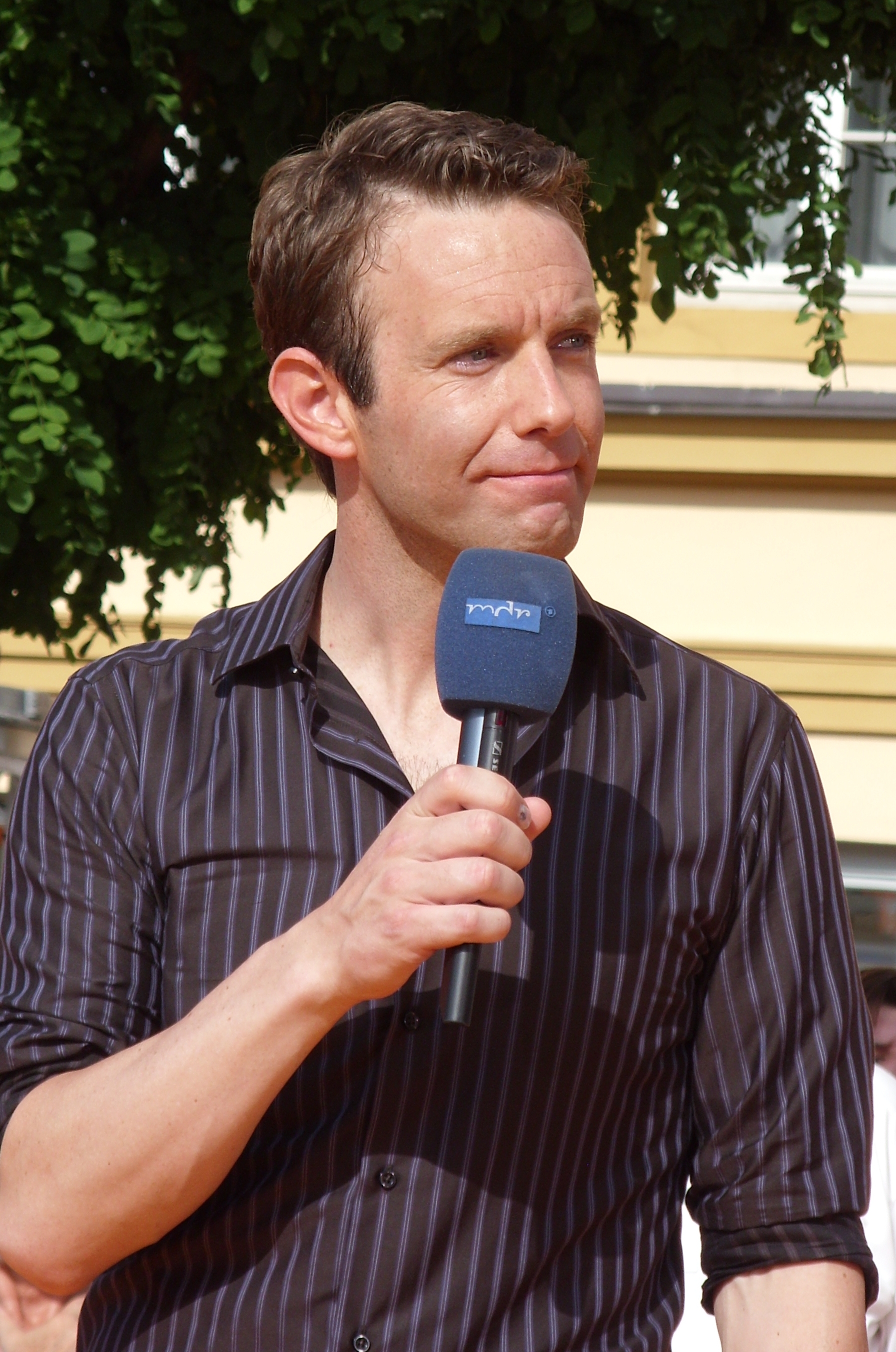
Peter Imhof (* 1973)

- Imhof, Remo (* 2003), Schweizer Skispringer
- Imhof, Robert (1925–1996), deutscher Maler
- Imhof, Rüdiger (* 1944), deutscher Anglist und Hochschullehrer
- Imhof, Rudolf (1940–2014), Schweizer Manager und Politiker
- Imhof, Sina (* 1979), deutsche Politikerin (Bündnis 90/Die Grünen), MdHB
- Imhof, Stefan (1870–1963), deutscher Kommunalpolitiker und Arzt
- Imhoff, Amalie von (1776–1831), deutsche SchriftstellerinAmalie von Imhoff (1776–1831)

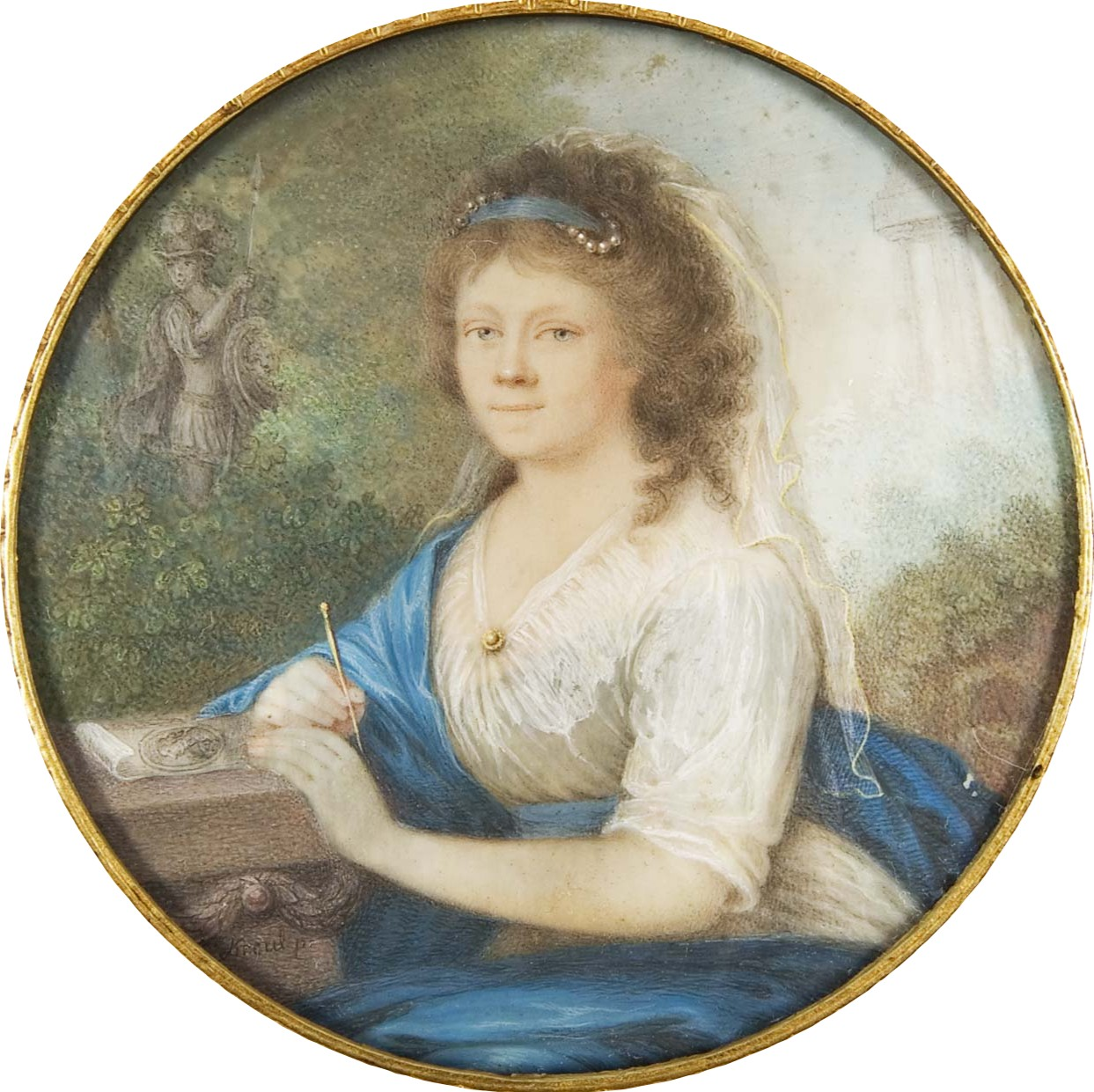
Amalie von Imhoff (1776–1831)

- Imhoff, Andreas (1491–1579), deutscher Kaufmann sowie Vorderster Losunger und Reichsschultheiß der Reichsstadt Nürnberg
- Imhoff, Andreas B. (* 1953), Schweizer Orthopäde, Unfallchirurg und Hochschullehrer
- Imhoff, Anton Albrecht von (1653–1715), deutscher Staatsmann
- Imhoff, Carl von (1734–1788), deutscher Berufsoffizier, Kolonialoffizier der Britischen Ostindien-Kompanie und Porträtmaler
- Imhoff, Carl von (1790–1854), preußischer Landrat und Geheimer Regierungsrat
- Imhoff, Darrall (1938–2017), US-amerikanischer Basketballspieler
- Imhoff, Eugen (1876–1951), deutscher Verwaltungsjurist
- Imhoff, Facundo (* 1989), argentinischer Volleyballspieler
- Imhoff, Frank (* 1968), deutscher Politiker (CDU), MdBB
- Imhoff, Fritz (1891–1961), österreichischer Schauspieler, Operettensänger (Tenor) und Komiker
- Imhoff, Georg Paulus (1603–1689), Kaufmann, Vorderster Losunger, Reichsschultheiß in Nürnberg
- Imhoff, Guillermo (* 1982), argentinischer Fußballspieler
- Imhoff, Gustaaf Willem van (1705–1750), Generalgouverneur von Niederländisch-Indien
- Imhoff, Gustav von (1793–1875), preußischer Generalmajor
- Imhoff, Hans (1922–2007), deutscher Schokoladenfabrikant
- Imhoff, Hans (* 1939), deutscher Aktionskünstler und philosophischer Schriftsteller
- Imhoff, Hans Walter (1886–1971), Schweizer Fußballspieler
- Imhoff, Hans-Diether (1933–2000), deutscher Jurist und Kommunalbeamter
- Imhoff, Heinrich Karl Abraham (1854–1918), preußischer und osmanischer Generalleutnant sowie Militärschriftsteller
- Imhoff, Johann Joseph (1739–1802), deutscher Bildhauer
- Imhoff, Johann Joseph (1796–1880), deutscher Bildhauer
- Imhoff, Karl (1876–1965), deutscher Bauingenieur und Pionier der Abwassertechnik
- Imhoff, Karl von (1875–1961), deutscher Beamter
- Imhoff, Lawrence E. (1895–1988), US-amerikanischer Politiker (Demokratische Partei)
- Imhoff, Leo (1921–2013), deutscher Gastronom und Verbandsfunktionär (DEHOGA)
- Imhoff, Ludwig (1801–1868), Schweizer Arzt und Entomologe
- Imhoff, Ludwig (1878–1953), deutscher Jurist und Ministerialbeamter
- Imhoff, Luise Franziska Sophie von (1750–1803), deutsche Hofdame
- Imhoff, Peter (1444–1528), Nürnberger Patrizier, Kaufmann und Mäzen
- Imhoff, Peter Joseph (1768–1844), deutscher Bildhauer
- Imhoff, Philipp von (1702–1768), braunschweig-wolfenbüttelscher Generalleutnant
- Imhoff, Roland (* 1977), deutscher Psychologe und Professor für Sozial- und Rechtspsychologie an der Johannes Gutenberg-Universität Mainz
- Imhoff, Sigmund von (1881–1967), bayerischer Landpolizist und Generalmajor der deutschen Luftwaffe
- Imhoff, Wilhelm (1910–1989), deutscher Politiker (CDU), MdHB
- Imhoff, Wilhelm Joseph (1791–1858), deutscher Bildhauer
- Imhoff, Willibald (1519–1580), deutscher Kunstsammler und Kaufmann
- Imhoof, Friedrich (1807–1893), Schweizer Textil-Exporthändler
- Imhoof, Markus (* 1941), Schweizer Filmregisseur, Theaterregisseur und DrehbuchautorMarkus Imhoof (* 1941)

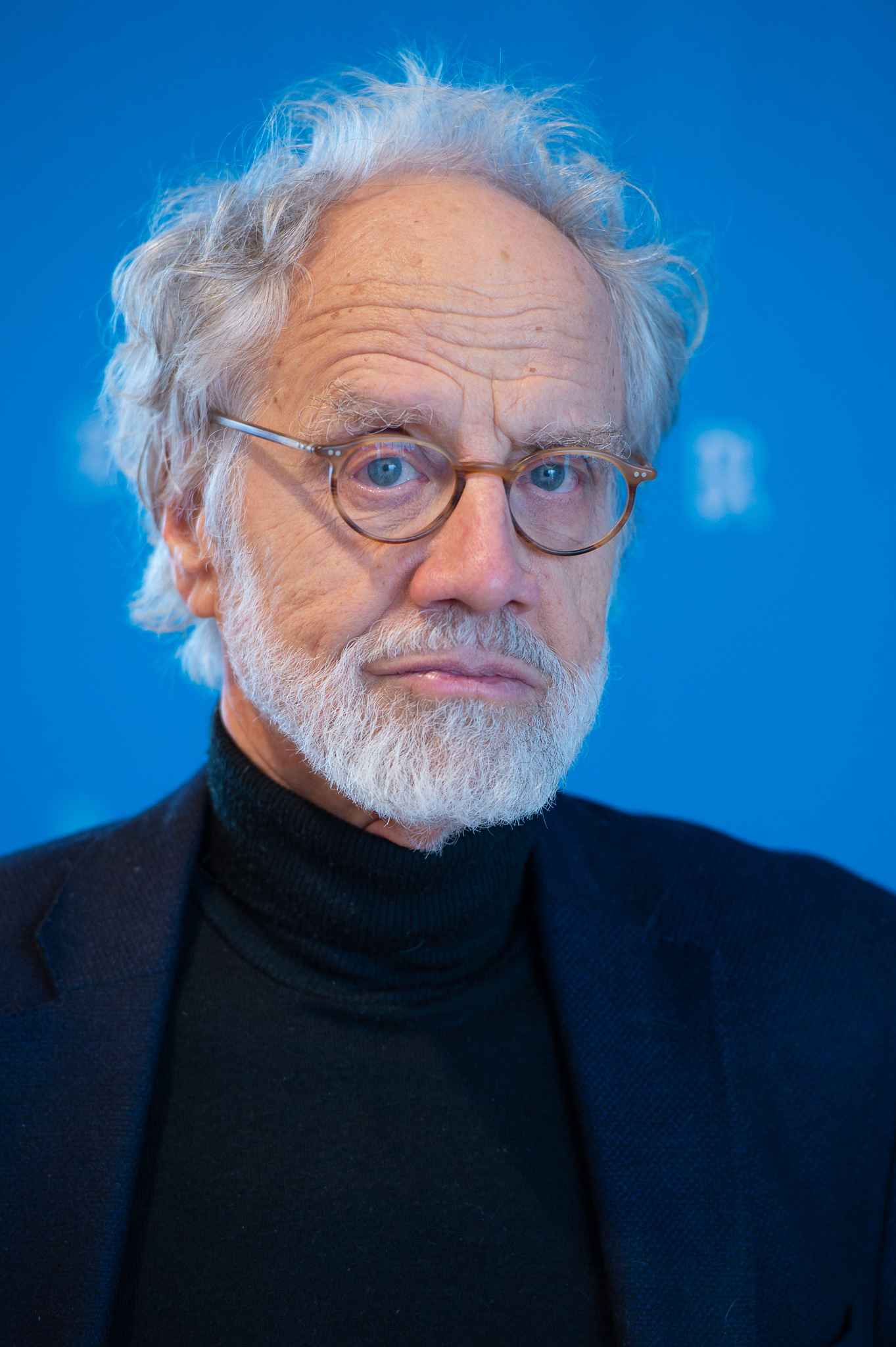
Markus Imhoof (* 1941)

- Imhoof, Rodolphe (* 1947), Schweizer Diplomat und Jurist
- Imhoof-Blumer, Friedrich (1838–1920), Schweizer Numismatiker
- Imhotep, altägyptischer Beamter
- Imhotep, altägyptischer König der 8. Dynastie
- Imhotep, altägyptischer Wesir
- Imhotep, Iripat und Hohepriester des Re von HeliopolisImhotep

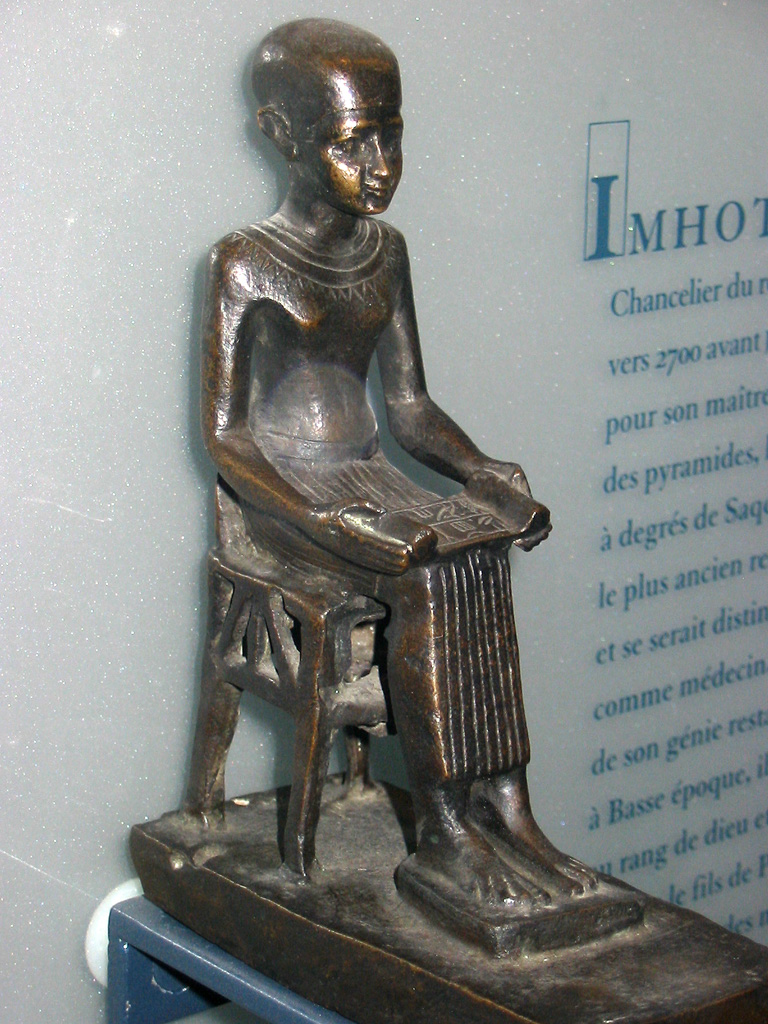
Imhotep

### Imi
- Imi, Tony (1937–2010), britischer Kameramann
- Imich, Alexander (1903–2014), polnisch-US-amerikanischer Chemiker und Parapsychologe
- Imichet, Pharao der altägyptischen Prädynastik
- Imiela, Arwed (1929–1982), deutscher Serienmörder
- Imiela, Hans-Jürgen (1927–2005), deutscher Kunsthistoriker
- Imieliński, Kazimierz (1929–2010), polnischer Sexualwissenschaftler
- Imig, Heinrich (1893–1956), deutscher Politiker (SPD), MdB, MdEP
- Imig, Helmut (* 1941), deutscher Dirigent
- Imig, Herbert (* 1939), deutscher Chirurg
- Imig, Jakob (1905–1994), deutscher Mundartdichter und Heimatforscher
- Imig, Karl (1895–1954), deutscher Jurist
- Imig, Werner (1920–1988), deutscher marxistischer Historiker
- Iminqari, Mutellip (* 2004), chinesischer Fußballspieler
- İmirzalıoğlu, Kenan (* 1974), türkischer Schauspieler und Model
- Imiš, Jaroměr Hendrich (1819–1897), sorbischer Geistlicher
- Imiseba, altägyptischer Beamter
- Imison, Rachel (* 1978), australische Hockeyspielerin
- Imitiyas, Uvais Mohamed, sri-lankischer Rikschafahrer, Bürgermeister von Colombo
- Imiya Mudiyanselage, Rohita (* 1982), sri-lankischer Leichtathlet

### Imk
- Imkamp, Sef (1925–2013), niederländischer Politiker der D66
- Imkamp, Thorsten (* 1967), deutscher Autor
- Imkamp, Wilhelm (1906–1990), deutscher Maler und Bauhausschüler
- Imkamp, Wilhelm (* 1951), deutscher römisch-katholischer Theologe und Prälat, Wallfahrtsdirektor des Wallfahrtsortes Maria VesperbildWilhelm Imkamp (* 1951)

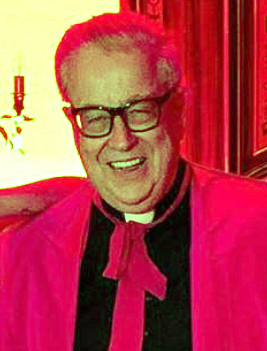
Wilhelm Imkamp (* 1951)

- Imke, Paul (1892–1964), deutscher Fußballspieler, Ehrenspielführer von Eintracht Frankfurt
- Imkeller, Michael, Steinmetz und Baumeister

### Iml
- Imlach, Hamish (1940–1996), britischer Folksänger
- Imlach, Punch (1918–1987), kanadischer Eishockeytrainer und General Manager
- Imlach, Stewart (1932–2001), schottischer Fußballspieler und -trainer
- Imlau, Margrit (* 1942), deutsche Schlagersängerin
- Imlau, Nora (* 1983), deutsche Journalistin und Buchautorin
- Imlay, Fanny (1794–1816), Tochter der britischen Schriftstellerin Mary Wollstonecraft
- Imlay, Gilbert (1754–1828), US-amerikanischer Offizier, Geschäftsmann, Spekulant und Schriftsteller
- Imlay, James Henderson (1764–1823), US-amerikanischer Politiker
- Imlay, Ralph Willard (1908–1989), US-amerikanischer Paläontologe
- Imle, Fanny (1878–1965), deutsche Volkswirtin und Schriftstellerin
- Imle, Wolfgang (1909–2001), deutscher Politiker (FDP), MdB
- Imler, Hans (1889–1976), deutscher Politiker (CSU), Mitglied der Verfassunggebenden Landesversammlung in Bayern
- Imlig, Corinne (* 1979), Schweizer Skirennläuferin
- Imlin, Clement († 1585), deutscher Kaufmann. Bürgermeister von Heilbronn

### Imm
- Imm, Paul (* 1956), amerikanischer Jazzmusiker (Kontrabass)
- Imma I., Äbtissin des Frauenstifts Herford
- Immanuel ha-Romi, italienischer Dichter in der hebräischen Sprache
- Immanuel, Fillemon Wise, namibischer Politiker (SWAPO)
- Immanuel, Rebecca (* 1970), deutsche Schauspielerin und Sängerin
- Immanuelsen, Jens (* 1960), grönländischer Politiker (Siumut)
- Imme, Else (1885–1943), deutsche Widerstandskämpferin
- Immel, Eike (* 1960), deutscher FußballtorhüterEike Immel (* 1960)

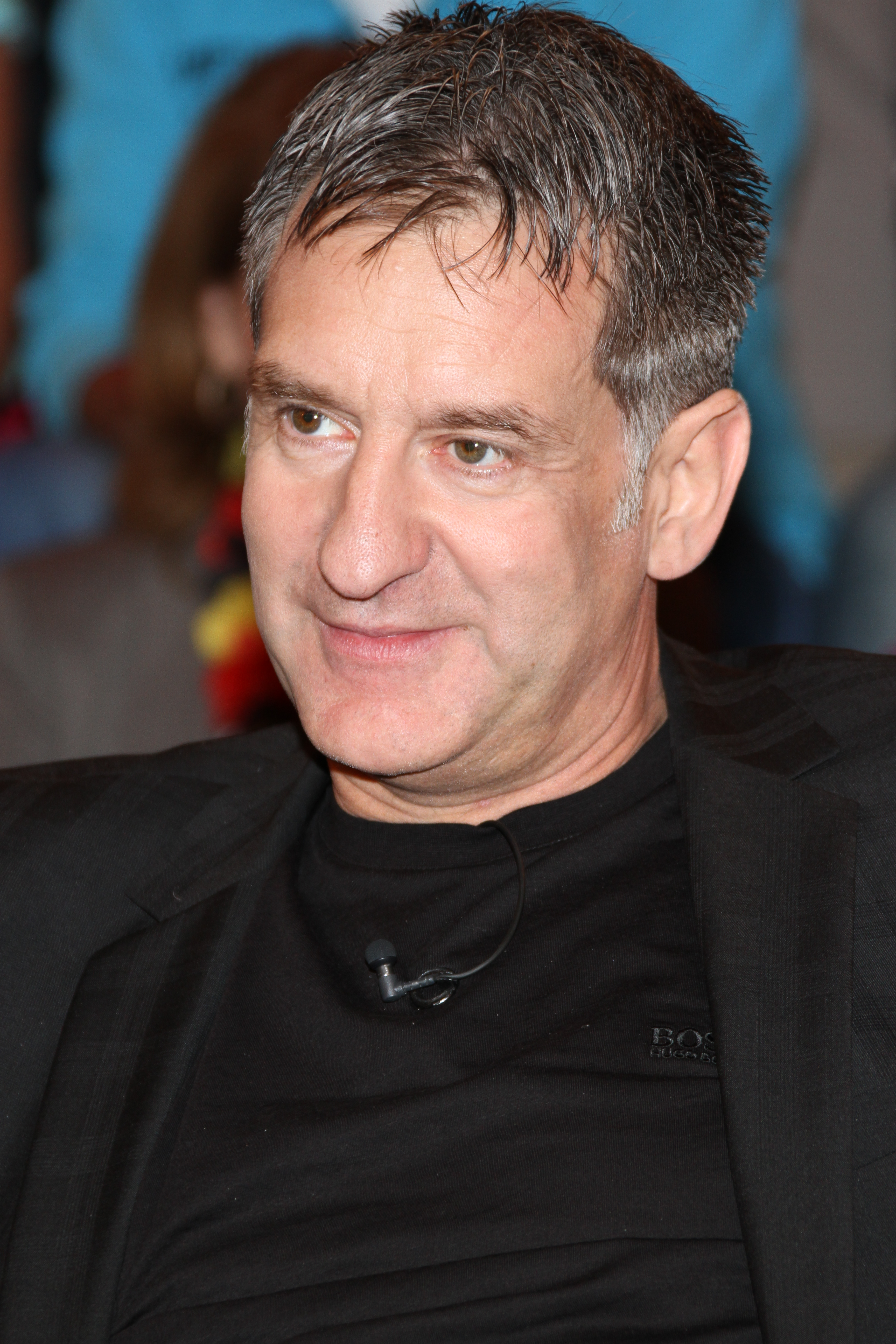
Eike Immel (* 1960)

- Immel, Erwin (1927–2006), deutscher Politiker (CDU) und Abgeordneter des Hessischen Landtags
- Immel, Jan-Olaf (* 1976), deutscher Handballspieler und -trainer
- Immelen, Max (1883–1956), deutscher Diplomat
- Immelman, Niel (* 1944), südafrikanisch-britischer Pianist und Musikpädagoge
- Immelman, Trevor (* 1979), südafrikanischer Golfer
- Immelman, Willem Hendrik (* 1904), südwestafrikanischer Manager und Bürgermeister
- Immelmann, Georg (* 1935), deutscher Theaterregisseur und Intendant
- Immelmann, Klaus (1935–1987), deutscher Verhaltensbiologe und Hochschullehrer
- Immelmann, Max (1864–1923), deutscher Arzt und Radiologe
- Immelmann, Max (1890–1916), deutscher Jagdflieger im Ersten Weltkrieg
- Immelmann, Richard, Opernsänger (Bariton)
- Immelt, Jeffrey R. (* 1956), US-amerikanischer Manager, Chairman von General Electric (GE)
- Immendorf, Anton (1921–2007), deutscher Maurermeister, Bauunternehmer und Handwerksfunktionär
- Immendorf, Karl (1692–1752), Jesuitensuperior
- Immendörfer, Carl (1849–1911), deutscher Landwirt und Politiker
- Immendorff, Heinrich (1860–1938), deutscher Agrikulturchemiker
- Immendorff, Jörg (1945–2007), deutscher Maler und Bildhauer
- Immenga, Ulrich (* 1934), deutscher Rechtswissenschaftler
- Immenhausen, Wolfgang (* 1943), deutscher Schauspieler, Galerist, Kunstexperte
- Immenkamp, Wilhelm (1870–1931), deutscher Porträt- und Kirchenmaler
- Immer, Albert (1804–1884), Schweizer reformierter Theologe
- Immer, Bartelt (* 1956), deutscher Orgelbauer
- Immer, Franz (* 1967), Schweizer Herz- und Gefässchirurg und Direktor der Stiftung Swisstransplant
- Immer, Friedemann (* 1948), deutscher Trompeter und Hochschullehrer
- Immer, Jacques (* 1870), deutscher Politiker
- Immer, Karl (1916–1984), deutscher evangelischer Theologe
- Immer, Karl Immanuel (1888–1944), deutscher reformierter Theologe
- Immer, Klaus (1924–2022), deutscher Landwirt und Politiker (GVP, SPD), MdB
- Immer, Leni (1915–1998), deutsche Religionslehrerin und Pastorin
- Immerfall, Dan (* 1955), US-amerikanischer Eisschnellläufer
- Immerfall, Stefan (* 1958), deutscher Soziologe
- Immerglück, David (* 1961), US-amerikanischer Gitarrist
- Immergut, Ellen M. (* 1957), deutsch-US-amerikanische Politikwissenschaftlerin
- Immerman, Neil (* 1953), US-amerikanischer Informatiker
- Immermanis, Arvīds (1912–1947), lettischer Radrennfahrer
- Immermann, Eva (1913–2000), deutsche Schauspielerin
- Immermann, Hermann (1807–1868), deutscher Jurist und Politiker
- Immermann, Hermann (1838–1899), deutscher Internist und Hochschullehrer
- Immermann, Johann Gottlieb (1707–1777), deutscher evangelischer Geistlicher und Lehrer
- Immermann, Karl (1796–1840), deutscher Schriftsteller, Lyriker und DramatikerKarl Immermann (1796–1840)

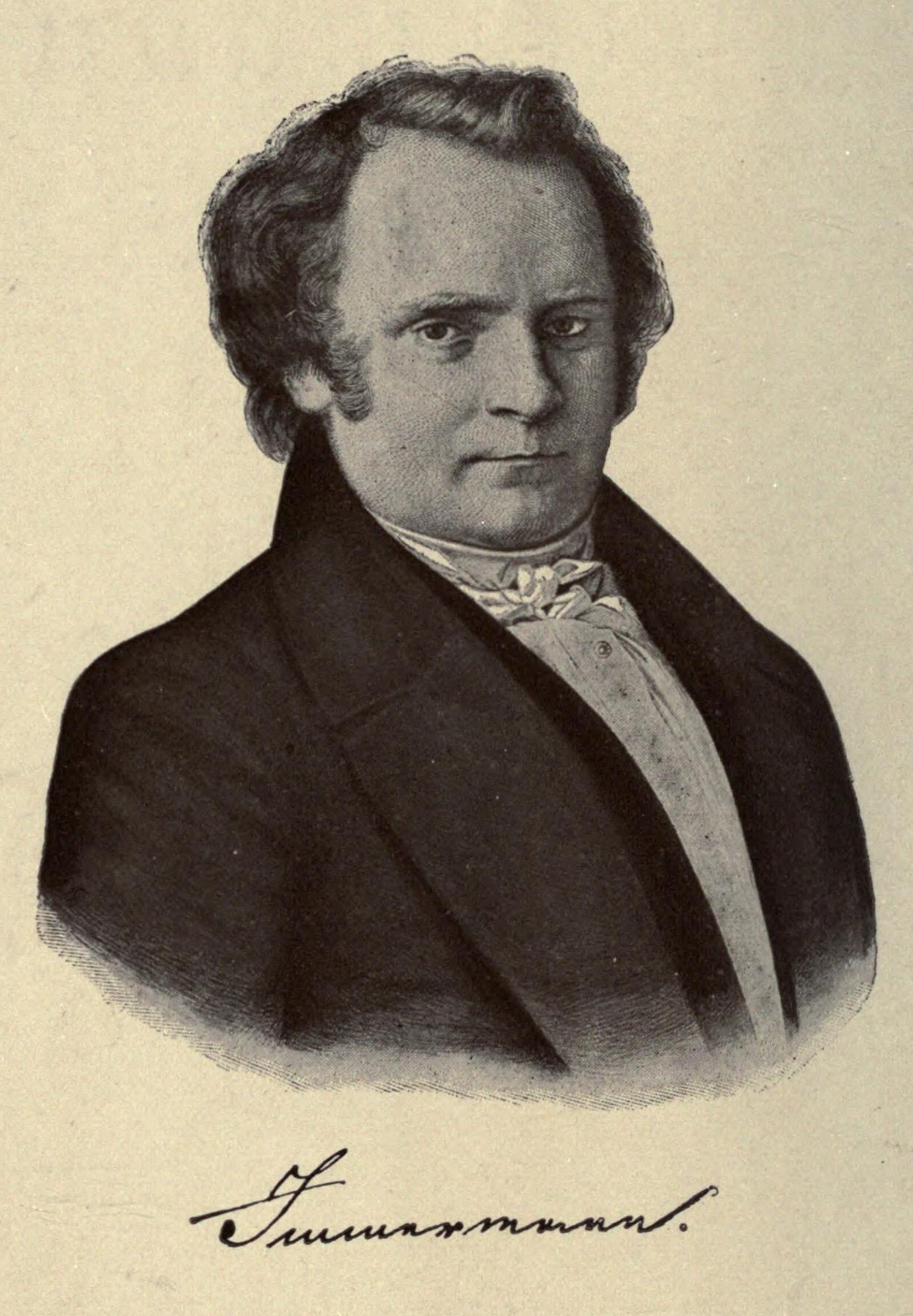
Karl Immermann (1796–1840)

- Immermann, Udo (1935–2024), deutscher Politiker (CDU), MdBB
- Immers, Lex (* 1986), niederländischer Fußballspieler
- Immers, Matthew (* 2000), niederländischer Volleyball- und Beachvolleyballspieler
- Immerseel, Jos van (* 1945), belgischer Cembalist, Pianist und Dirigent
- Immerum, Herrscher von Sippar
- Immervoll, Eva (* 1969), österreichische Kulturschaffende und Unternehmerin
- Immerwahr, Clara (1870–1915), deutsche Chemikerin, zweite Frau mit Doktorwürde in Chemie in DeutschlandClara Immerwahr (1870–1915)

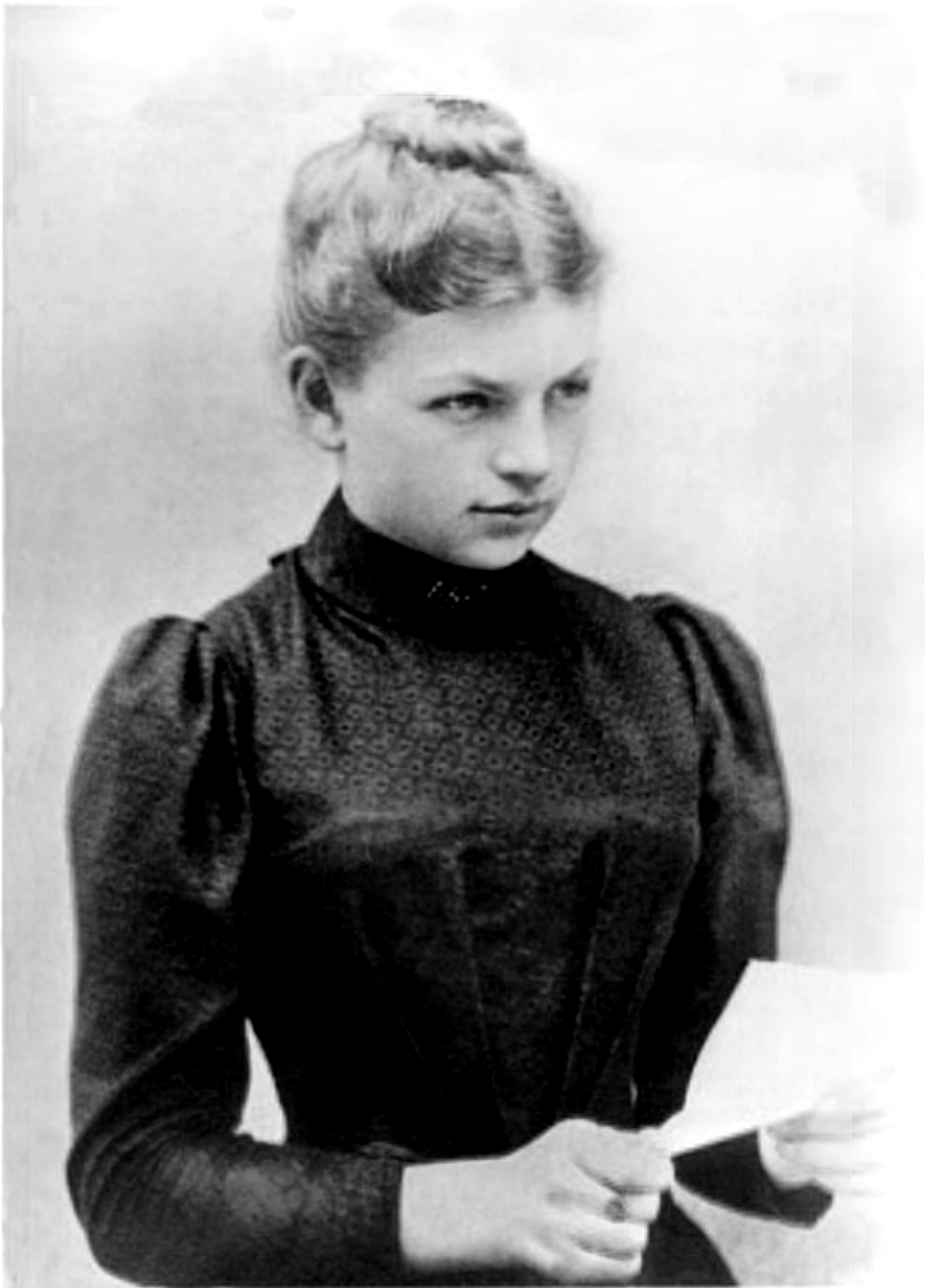
Clara Immerwahr (1870–1915)

- Immerwahr, Daniel (* 1980), amerikanischer Historiker
- Immerwahr, Henry Rudolph (1916–2013), US-amerikanischer Klassischer Philologe und Epigraphiker deutscher Herkunft
- Immesberger, Peter (* 1960), deutscher Gewichtheber
- Immig, Franz (1918–1955), deutscher Fußballspieler
- Immig, Harald, deutscher Liedermacher, Maler und Dichter
- Immig, Nicole, deutsche Historikerin
- Imminck, Johannes († 1493), Weihbischof in Paderborn und Münster, Titularbischof von Tiflis
- Imminger, Florian (* 1995), deutscher Eishockeyspieler
- Immink, Jeanne (1853–1929), niederländische Alpinistin
- Immisch, Artur (1902–1949), deutscher Pianist und Komponist
- Immisch, Curt (1865–1931), deutscher Kaufmann und Politiker (DDP), MdPl
- Immisch, Friedrich (1826–1892), deutscher Paukarzt, Erfinder der Paukbrille
- Immisch, Marie (1866–1937), deutsche Theaterschauspielerin
- Immisch, Moritz (1838–1903), deutscher Uhrmacher, Elektroingenieur und Erfinder
- Immisch, Otto (1862–1936), deutscher Klassischer Philologe
- Immisch, Theo (1925–2004), deutscher Grafiker und Karikaturist
- Immler, Christian (* 1964), deutscher Sachbuchautor
- Immler, Fred (1880–1965), deutscher Schauspieler
- Immler, Gerhard (* 1961), deutscher Historiker und Archivar
- Immler, Jakob (* 1950), deutscher Unternehmer und Stifter
- Immler, Karl (* 1948), deutscher Unternehmer und Stifter
- Immler, Paulus (1716–1777), deutscher Komponist
- Immler, Werner (1882–1965), deutscher Flugzeugtechniker
- Immo, Adliger und regierender Graf von Betuwe, Hespengau, Lüttichgau und Maasgau
- Immo, deutscher Kleriker aus dem Bistum Worms, Bischof von Arezzo in Italien (ab 1036)
- Immo von Gorze, Abt von Gorze, Prüm und Reichenau
- Immobile, Ciro (* 1990), italienischer FußballspielerCiro Immobile (* 1990)

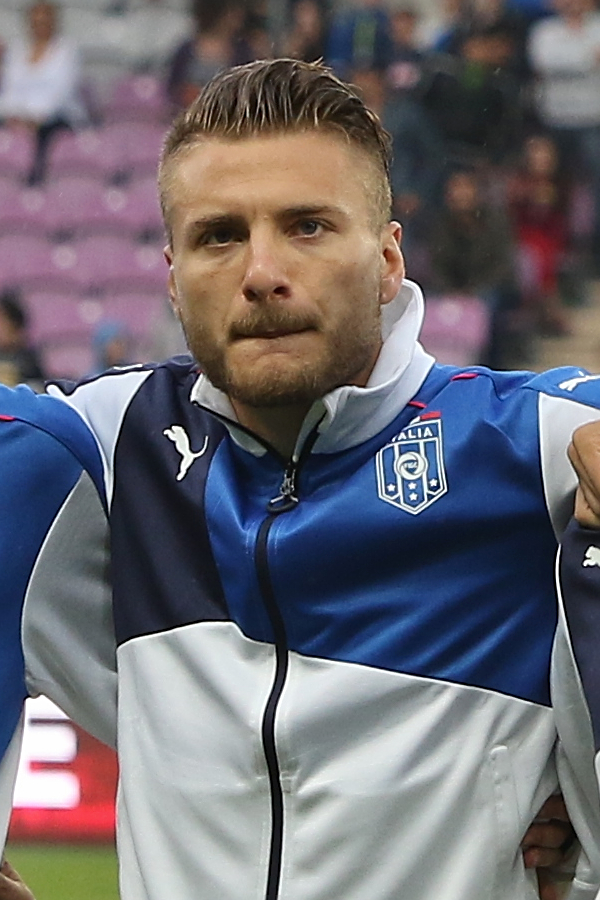
Ciro Immobile (* 1990)

- Immonen, Antero (* 1935), finnischer Skispringer
- Immonen, Janne (* 1968), finnischer Skilangläufer
- Immonen, Jarkko (* 1982), finnischer Eishockeyspieler
- Immonen, Mika (* 1972), finnischer Poolbillardspieler
- Immonen, Stuart, kanadischer Comiczeichner und -autor
- Immoos, Thomas (1918–2001), Schweizer römisch-katholischer Geistlicher, Hochschullehrer und Schriftsteller
- Immortal Technique (* 1978), US-amerikanischer Rapper
- Imms, Augustus Daniel (1880–1949), britischer Entomologe

### Imn
- Imnadse, Kacha, georgischer Diplomat

### Imo
- Imo, Anam (* 2000), nigerianische Fußballspielerin
- Imo, Wolfgang (* 1974), deutscher Germanist
- Imoberdorf, René (* 1950), Schweizer Politiker
- Imobersteg, Jakob (1813–1875), Schweizer Politiker und Richter
- Imobersteg, Jakob (1825–1879), Schweizer evangelischer Geistlicher, Heimatforscher und Dialektologe
- Imoda, Franco (* 1937), italienischer Ordensgeistlicher und Psychologe
- Imoh, Chidi (* 1963), nigerianischer Sprinter
- Imomhusanova, Dilafruz (* 1986), usbekische Sommerbiathletin in der Stilrichtung Crosslauf
- Imorde, Joseph (* 1963), deutscher Kunsthistoriker und Verleger
- Imorde, Luisa (* 1989), deutsche Pianistin
- Imoto, Kumao (1903–2000), japanischer Offizier, zuletzt Generalleutnant
- Imoto, Takashi (* 1976), japanischer Fußballspieler
- Imoto, Yōko (* 1944), japanische Bilderbuchautorin und -illustratorin
- Imoudu, Denise (* 1995), deutsche VolleyballspielerinDenise Imoudu (* 1995)

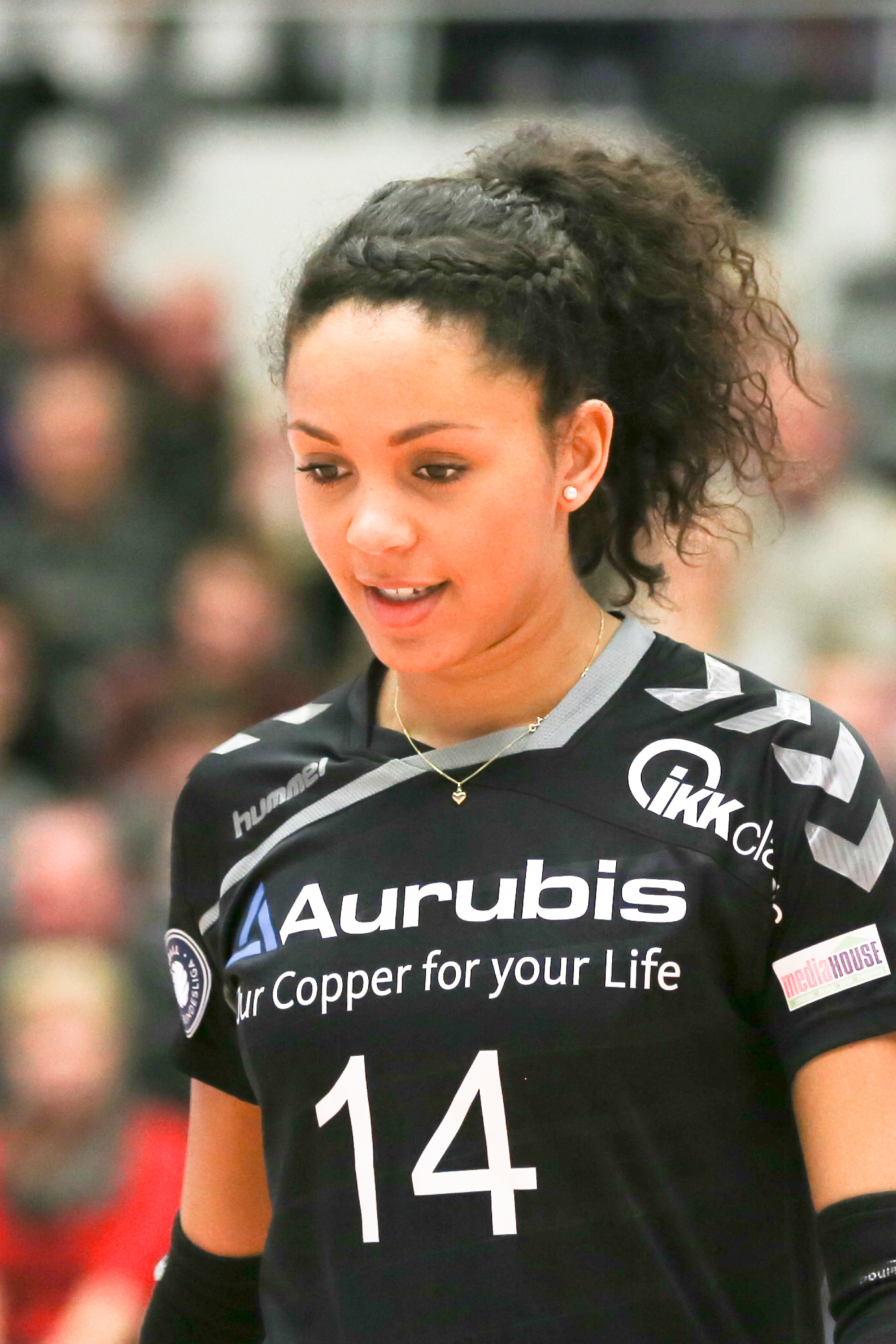
Denise Imoudu (* 1995)

- Imoudu, Melvin (* 1999), deutscher Schwimmer
- Imoudu, Michael (1902–2005), Gewerkschaftsführer und -aktivist im kolonialen Nigeria

### Imp
- Impagliazzo, Marco (* 1962), italienischer Historiker und Hochschullehrer, Präsident der Gemeinschaft Sant’Egidio
- Impagliazzo, Russell (* 1963), US-amerikanischer Informatiker
- Impallomeni, Nino (* 1917), italienischer Jazz- und Unterhaltungsmusiker
- Impanis, Raymond (1925–2010), belgischer Radrennfahrer
- Imparati, Fiorella (1930–2000), italienische Hethitologin
- Imparato, Girolamo († 1607), italienischer Maler
- Impastato, Giuseppe (1948–1978), sizilianischer Politiker und Anti-Mafia-KämpferGiuseppe Impastato (1948–1978)

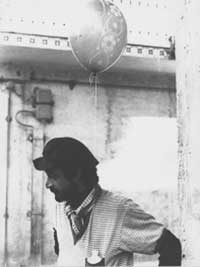
Giuseppe Impastato (1948–1978)

- Impe, Ed Van (1940–2025), kanadischer Eishockeyspieler
- Impekoven, Frieda (* 1880), Gerechte unter den Völkern
- Impekoven, Leo (1873–1943), deutscher Bühnenbildner, Maler und Grafiker
- Impekoven, Niddy (1904–2002), deutsche Tänzerin und Schauspielerin
- Impekoven, Sabine (1889–1970), deutsche Schauspielerin
- Impekoven, Toni (1881–1947), deutscher Komiker, Bühnen- und Drehbuchautor und Kabarettist
- Impellitteri, Vincent R. (1900–1987), italienisch-amerikanischer Politiker und Jurist
- Impens, Christophe (* 1969), belgischer Leichtathlet
- Imper, David (* 1979), Schweizer Theater- und Filmschauspieler
- Imperato, Carlo (* 1963), US-amerikanischer Schauspieler und Sänger
- Imperatore Marcone, Salvador (* 1950), chilenischer Fußballschiedsrichter
- Imperatori, Alexandre (* 1987), Schweizer Rennfahrer
- Imperatori, Wilhelm Alfred (1878–1940), Schweizer Industrieführer und Schriftsteller
- Imperial, Domingo (1890–1965), philippinischer Jurist und Politiker
- Imperiale Lercari, Francesco Mari (1629–1712), 120. Doge von Genua und König von Korsika
- Imperiale Tartaro, Giovanni Giacomo (1554–1622), italienischer Politiker und 92. Doge der Republik Genua
- Imperiale, Andrés (* 1986), argentinischer Fußballspieler
- Imperiale, Giovanni Vincenzo (1582–1648), genuesischer Dichter und Schriftsteller
- Imperiali di Francavilla, Guglielmo (1858–1944), italienischer Diplomat und Politiker, Gesandter im Osmanischen Reich und im Vereinigten Königreich sowie Senator
- Imperiali, Barbara (* 1957), britisch-amerikanische Chemikerin
- Imperiali, Giuseppe Renato (1651–1737), italienischer Geistlicher und Kardinal der römisch-katholischen Kirche
- Imperiali, Lorenzo (1612–1673), italienischer Kardinal
- Imperialissima-Meister, Lübecker Bildschnitzer
- Imperio, Pastora († 1979), spanische Flamenco-Tänzerin
- Imperioli, Michael (* 1966), US-amerikanischer SchauspielerMichael Imperioli (* 1966)

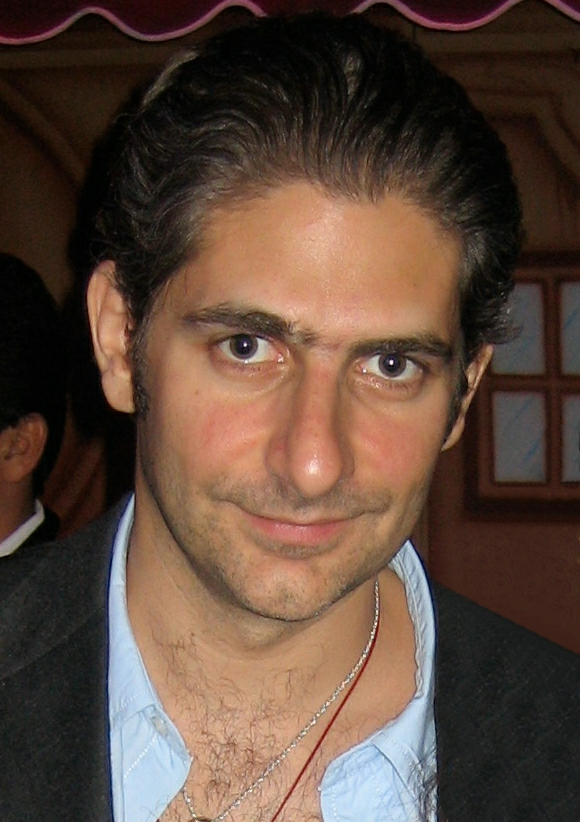
Michael Imperioli (* 1966)

- Imperoli, Mario (1931–1977), italienischer Filmregisseur und Drehbuchautor
- Impey, Andy (* 1971), englischer Fußballspieler
- Impey, Daryl (* 1984), südafrikanischer Radrennfahrer
- Imping, Carlotta (* 2003), deutsche Fußballspielerin
- Impiö, Taina (* 1956), finnische Skilangläuferin
- Impose, Auguste (* 1997), Schweizer Eishockeyspieler
- Improof, Marc, Schweizer DJ und Musikproduzent

### Imr
- Imran, Muhammad (* 1983), pakistanischer Leichtathlet
- Imran, Tunku (* 1948), malaysisch Squashspieler und Sportfunktionär
- İmranov, Şahin (* 1980), aserbaidschanischer Boxer
- Imre, Bence (* 2002), ungarischer HandballspielerBence Imre (* 2002)

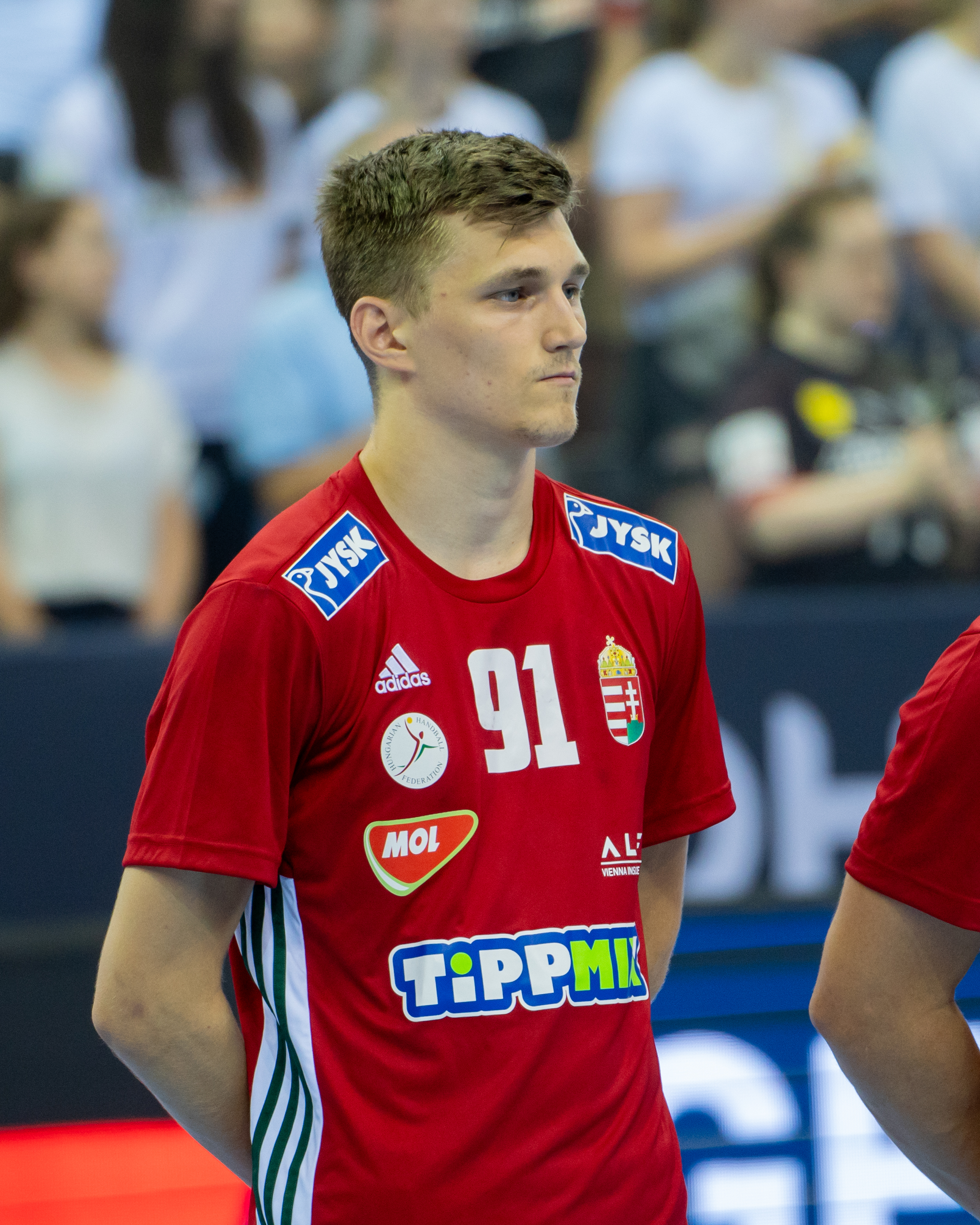
Bence Imre (* 2002)

- Imre, Elijah (* 2003), österreichischer Fußballspieler
- Imre, Felix (1917–1943), österreichischer Schneidergehilfe und Widerstandskämpfer gegen den Nationalsozialismus
- Imre, Géza (* 1974), ungarischer Degenfechter
- Imre, Timkó (1920–1988), ungarischer Geistlicher, Bischof von Hajdúdorog
- Imrédy, Béla (1891–1946), ungarischer Politiker
- İmren, Ali (* 1992), schweizerisch-türkischer Fußballspieler
- Îmret, Leyla (* 1987), kurdische Kommunalpolitikerin
- Imrich, Andrej (* 1948), slowakischer römisch-katholischer Geistlicher und emeritierter Weihbischof in Spiš
- Imrich, Slavomír (* 1972), slowakischer Sommerbiathlet
- Imrie, Angus (* 1994), britischer Schauspieler
- Imrie, Celia (* 1952), britische SchauspielerinCelia Imrie (* 1952)

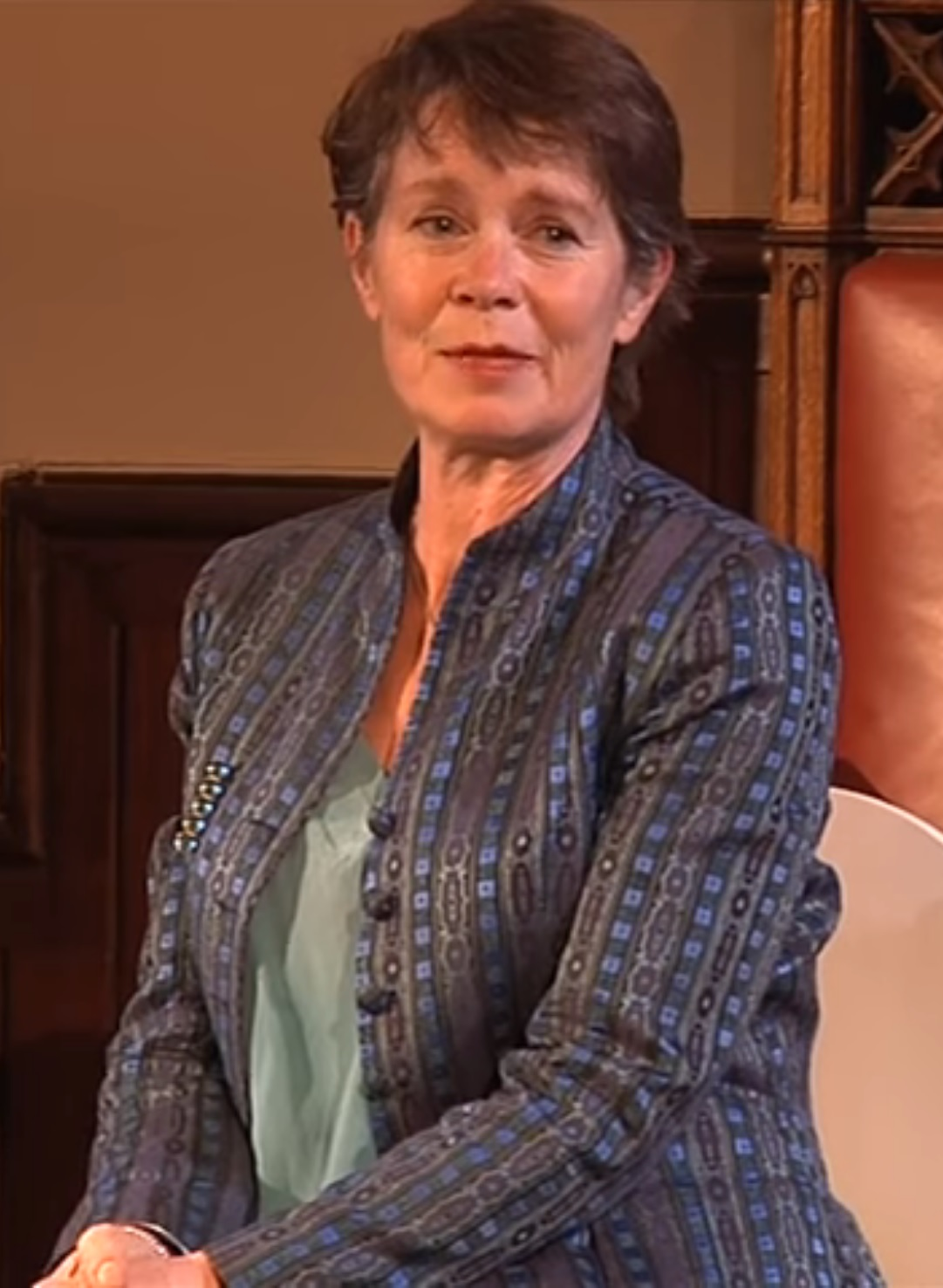
Celia Imrie (* 1952)

- Imrie, Megan (* 1986), kanadische Biathletin
- Imron Hayiyusoh (* 2000), thailändischer Fußballspieler
- Imru' al-Qais, arabischer Dichter
- Imru, Haile Selassie (1892–1980), äthiopischer Adeliger und Diplomat
- Imru, Mikael (1929–2008), äthiopischer Politiker, Ministerpräsident von Äthiopien
- Imry, Yoseph (1939–2018), israelischer Physiker

### Ims
- Ims, Gry Tofte (* 1986), norwegische Fußballspielerin
- Imsand, Marcel (1929–2017), Schweizer Fotograf
- Imsand, Marie-José (* 1962), französischsprachige Schweizer Malerin und Schriftstellerin
- Imsand, Valentin (* 2005), Schweizer Stabhochspringer
- Imschenezki, Wassili Grigorjewitsch (1832–1892), russischer Mathematiker
- Imschennik, Wladimir Sergejewitsch (1928–2023), russischer theoretischer Physiker und Astrophysiker
- Imseng, Johann Josef (1806–1869), Schweizer Alpinist
- Imsgard, Emil Kheri (* 1998), norwegischer Handballspieler
- Imširović, Almedin (* 1995), bosnisch-amerikanischer Pokerspieler
- Imsser, Philipp (1500–1570), süddeutscher Astronom

### Imt
- Imtiaz, Kainat (* 1992), pakistanische Cricketspielerin
- Imtiyas, Mohamed (* 1989), sri-lankischer Fußballspieler

### Imu
- İmük, Abdulselam (* 1999), türkischer Geher
- Imura, Kumiko (* 1981), japanische Leichtathletin
- Imura, Yūdai (* 1991), japanischer Fußballspieler
- Imuran, Rofiat (* 2004), nigerianische Fußballspielerin
- Imus, Don (1940–2019), US-amerikanischer Hörfunkmoderator
- Imus, Henry (1908–1981), US-amerikanischer Filmtechniker, Kameramann, Erfinder und Filmschaffender

### Imw
- Imwolde, Johann (1851–1915), deutscher Schumacher und Politiker (SPD)